# Geschiedenis van Engeland
Deze geschiedenis van Engeland beschrijft de prehistorie en de geschiedenis van het grootste en dichtstbevolkte deel van het Verenigd Koninkrijk. Engeland komt ongeveer overeen met het gebied dat door de Angelsaksen tussen de vijfde en tiende eeuw werd veroverd. De bewoningsgeschiedenis van het land reikt van de prehistorie tot heden.

## Het landschap
In de loop van de geschiedenis is het landschap in Engeland in grote mate door de mens gevormd en beïnvloed. Ooit was het land voor een groot deel door bos bedekt. In de laaggelegen delen was dit bos bij het begin van de IJzertijd (700 v.Chr.) al grotendeels gekapt. Aan het eind van de Middeleeuwen was er van het 'oerbos' bijna niets meer over. Ook waren er ooit veel moerassen. Vele zijn drooggelegd in de Romeinse tijd of daarna. De grote Fens van East Anglia werden ontgonnen in de zeventiende eeuw. Terwijl uitgestrekte gebieden ontbost werden, werd er in andere regio's, zoals in Breckland, juist bos aangeplant. Behalve de akkerbouw hebben ook de mijnbouw, steengroeven en de veehouderij grote veranderingen teweeggebracht. 
Ook op andere manieren heeft de mens het landschap beïnvloed. Een aantal dieren werd getemd en omwille van hun economisch nut gehouden. De belangrijkste daarvan zijn het rund, het paard, het schaap, het varken en de kip. Om deze dieren tegen predatoren te beschermen werden al in een vroeg stadium muren en hekken gebouwd. Dit was ook een middel om eigendomsrechten te markeren.

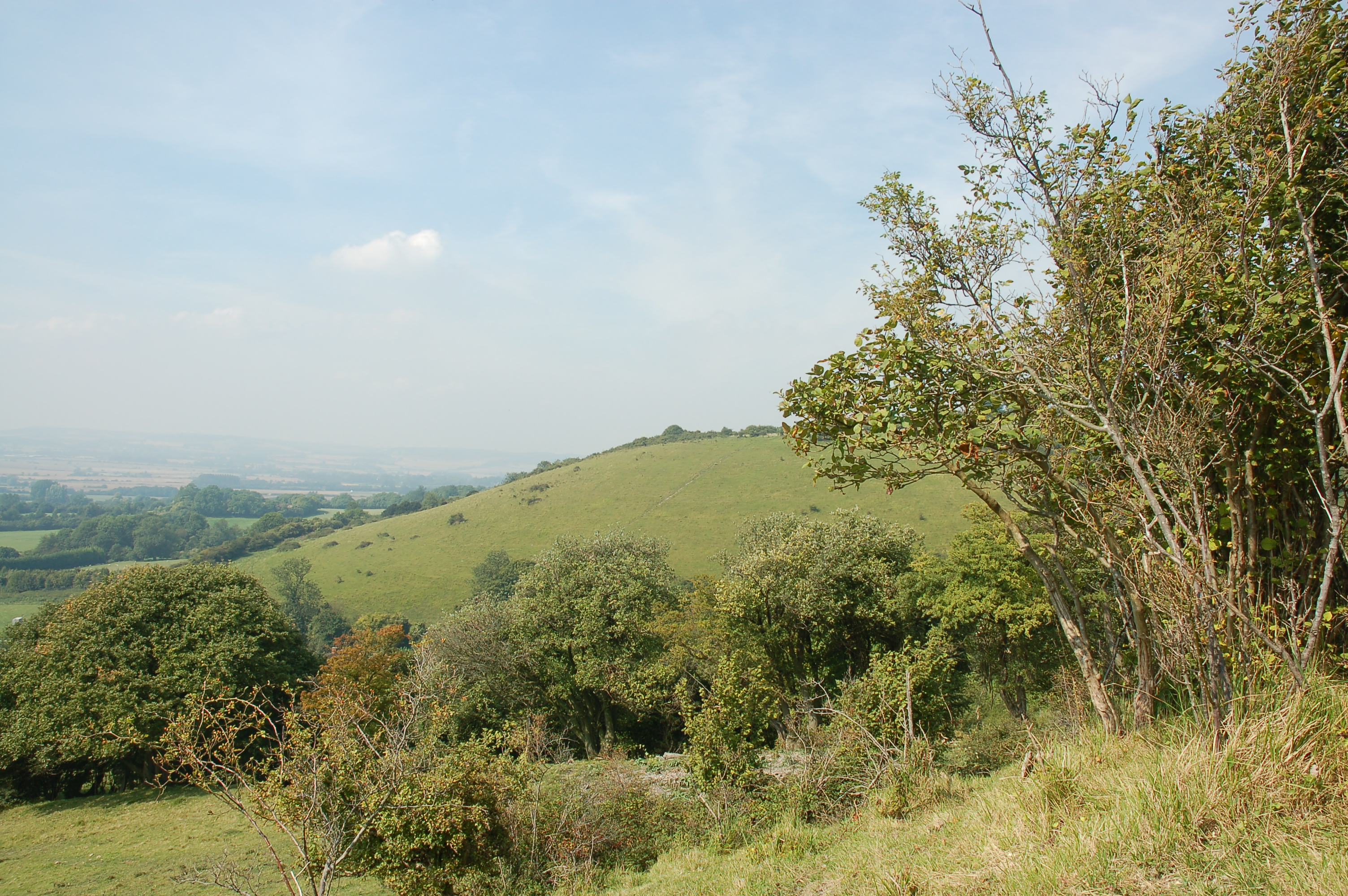
Heuvellandschap vlak bij Wye in Kent, een deel van de North Downs.
Een groot deel van het zuiden van Engeland bestaat uit een dergelijk landschap. men vermoedt dat de heuvels in de prehistorie voor een groot deel bedekt werd door bos.

Nog ingrijpender zijn de veranderingen in de moderne tijd geweest. Steden worden steeds groter, steeds dichter wordt het wegennet. Er is op veel plaatsen een landschap van asfalt en beton gecreëerd. Bijna overal is veel meer geluid dan vroeger; zelfs 's nachts baden grote delen van Engeland in het licht. Op veel plaatsen is het grondwaterpeil significant gedaald ten gevolge van het grootschalig oppompen van water. Sommige rivieren vallen daardoor bij tijd en wijle droog.
Engeland is een deel van een eiland, Groot-Brittannië. Het gegeven dat het land aan bijna alle zijden wordt omspoeld door de zee is een bepalende factor geweest in de Engelse geschiedenis. Het maakte het gebied makkelijk toegankelijk voor invallers van overzee. Zowel het land als de zee zijn herhaaldelijk bezongen door Engelse dichters. Shakespeare vergeleek Engeland met "een edelsteen, geplaatst in de zilveren zee." Het groene heuvelland in het zuidoosten van Engeland, de Downs, speelt een belangrijke rol als symbool van de Engelse identiteit.

## Prehistorie
Ten gevolge van het ontbreken van geschreven bronnen zijn de meeste uitspraken die we over de prehistorie kunnen doen slechts vermoedens en speculaties. Daarbij is de materiële cultuur niet zozeer het probleem; zo zijn er sporen van huisvesting en beploeging gevonden, van planten en pollen, beenderen van vee en weefgetouwgewichten. Over het economisch leven van de prehistorische mens kunnen daarom redelijk betrouwbare uitspraken gedaan worden. Daarentegen is het nauwelijks mogelijk door te dringen in zijn denk- en belevingswereld. De archeoloog wordt al te makkelijk, in de verleiding gebracht om zaken die hij niet kan verklaren, bijvoorbeeld de vondst van gebroken votiefvoorwerpen, toe te schrijven aan een geheimzinnig "ritueel", zonder garantie om daarmee de wereld van de prehistorische mens nader te komen.
Vondsten van werktuigen in Norfolk en Suffolk hebben uitgewezen dat er vanaf zo'n 700.000 jaar geleden vroege mensen in het zuiden van Engeland leefden. Zuid-Engeland was in die tijd door een strook land verbonden met het vasteland. In de groeve Eartham Pit bij Boxgrove in Sussex zijn beenderen gevonden van circa 500.000 jaar geleden. Gezien de leeftijd worden deze toegeschreven aan Homo heidelbergensis. Zij joegen onder andere op olifanten, neushoorns en nijlpaarden. Andere belangrijke vondsten gerelateerd aan Homo heidelbergensis zijn gedaan in Stoke Newington en Clacton, en een schedel bij Swanscombe.
Ook in latere perioden leefden er mensen op de Britse Eilanden, onderbroken door ijstijden die te koud waren voor menselijke bewoning. Zo zijn er ook sporen van neanderthalers gevonden. In vergelijking met vondsten in Frankrijk en Duitsland is het resultaat echter mager.
Tijdens het Laat-paleolithicum (ca. 35.000 – ca. 10.000 BP) verscheen de anatomisch moderne mens in Engeland. Deze Homo sapiens vervaardigde werktuigen die tot het Aurignacien gerekend worden. Het gaat hier om gespecialiseerde stenen werktuigen, zoals spitsen, stekers en schrabbers. Gaandeweg ontwikkelden zich een taakverdeling en daarmee verbonden sociale structuren. Grotten en rotsen die in deze periode in Engeland als onderdak werden gebruikt, abri's dan wel rotswoningen, zijn onder meer Gough's Cave en Soldier's Hole in het zuidwesten, en Mother Grundy's Parlour en Robin Hood's Cave in de Midlands.
Net als in de rest van Noord-Europa heerste tot ongeveer 12.000 jaar geleden in Engeland de laatste ijstijd, die hier Devensian genoemd wordt. Daarna werd het geleidelijk warmer. De toendra's maakten plaats voor een afwisselende begroeiing met vooral in het zuiden en westen dichte bossen. Eerst verschenen berken, dennenbomen en hazelaars. Vanaf 7500 v.Chr. volgden eiken, iepen en essen. De aldus ontstane loofbossen waren voor vele planten- en diersoorten een gunstige habitat. Een aantrekkelijke prooi voor jagers waren het edelhert, het ree en het everzwijn. De hond, het eerste door de mens gedomesticeerde dier, diende hem tot hulp bij de jacht.
De jager-verzamelaars uit het Mesolithicum (ca. 8.300 – ca. 6.000 v.Chr.) vervaardigden pijl-en-boog en microlieten. Zij waren meer dan voorheen geneigd zich op een vaste plaats te vestigen. Ook de handel nam in deze tijd duidelijk toe.
Ten gevolge van de verandering van het klimaat smolt de ijskap en steeg de zeespiegel. Rond 6.500 v.Chr. werd de landbrug die het huidige Engeland tot dan toe met Frankrijk had verbonden overstroomd. Hier lag voortaan het Nauw van Calais. Groot-Brittannië was een eiland geworden. Uiteraard hadden deze veranderingen gevolgen voor flora en fauna. Rendieren en wilde paarden werden zeldzamer. Er werd nu vooral op herten, elanden en oerossen gejaagd.

### Neolithicum

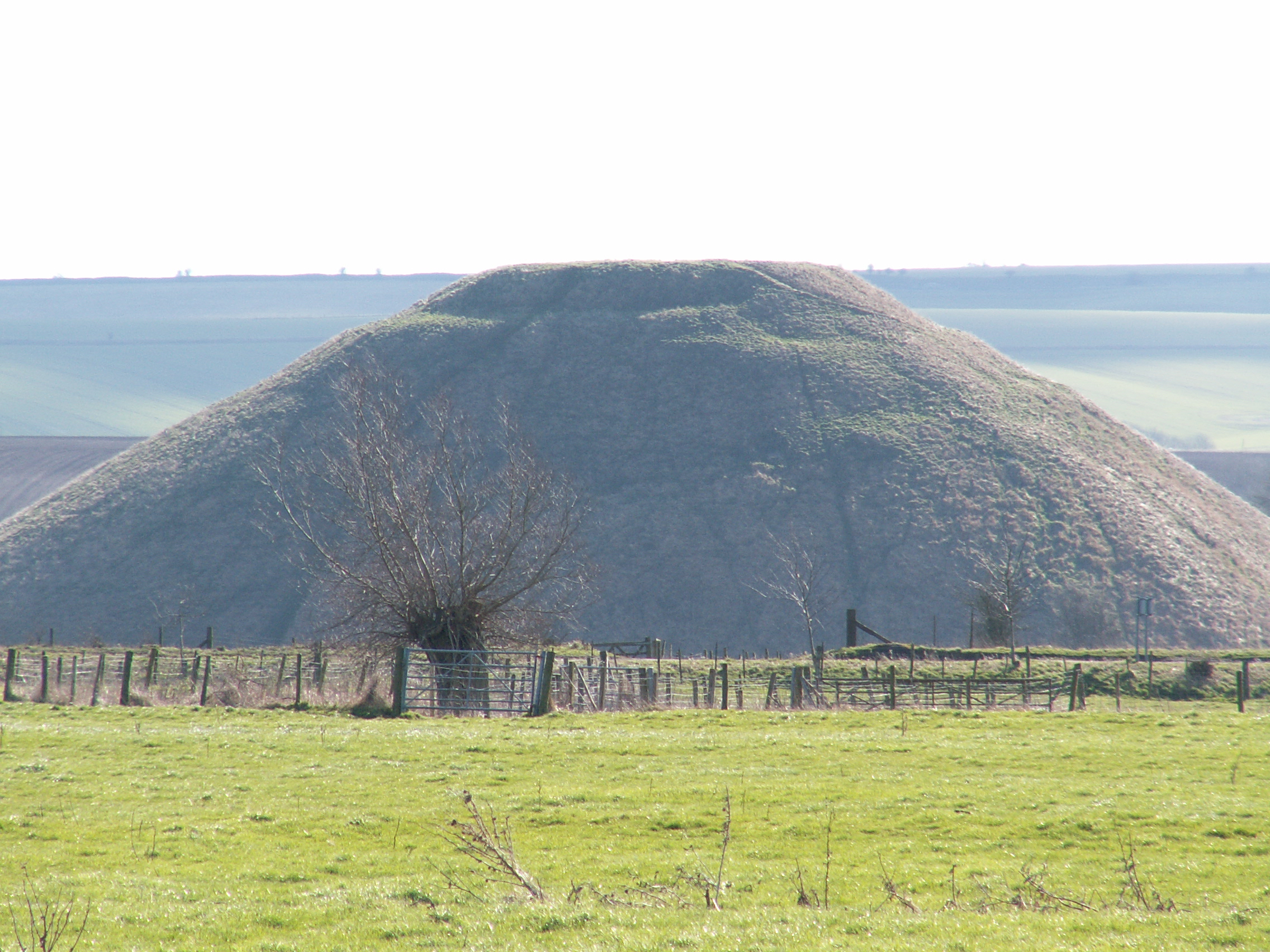
De heuvel van Silbury, Wiltshire.
Het is de grootste kunstmatige heuvel van Europa. Het zal naar schatting 18 miljoen manuren gekost hebben om het monument te bouwen. Het lijkt een collectieve grafheuvel, maar is het niet. Voor de archeoloog is het één groot raadsel.

Gedurende het vijfde millennium deden landbouw en veeteelt hun intrede op de Britse Eilanden; daarmee begon het Neolithicum, de Nieuwe Steentijd. Deze baanbrekende ontwikkeling was al eerder begonnen in Zuidwest-Azië. Ook de meeste landbouwgewassen waren uit die regio afkomstig. De innovatie ontstond deels uit noodzaak, omdat door bevolkingsgroei en overbejaging onvoldoende wild overbleef om te voorzien in de voedselbehoefte van de mensen. Het nomadenbestaan maakte plaats voor wonen in permanente nederzettingen, waar boeren voedsel verbouwden, ambachtslieden werktuigen vervaardigden en handelaren contacten onderhielden met andere nederzettingen. Overigens legde niet iedereen zich op landbouw toe; sommigen bleven jagen, vissen of voedsel verzamelen.
Op termijn bleek landbouw een grotere hoeveelheid voedsel op te leveren. Dit stimuleerde de vervaardiging van aardewerk om het voedsel in te bewaren en als kookgerei. Hierdoor zijn er ook meer voorwerpen overgebleven die de archeoloog tot bron kunnen dienen.
Rond 3.500 v.Chr. werd in zuidelijk Engeland de ploeg gebruikt. De landbouwopbrengsten namen hierdoor toe. Dit was een reden om bossen te rooien. Sporen van vroege ontginningen zijn gevonden in Blea Tarn in Cumbria (ca. 4.500 v.Chr.) en in Hockham Mere in Norfolk (ca. 4.050 v.Chr.).
De 'grote huisdieren', schapen, geiten, varkens en runderen, werden om diverse redenen gehouden. Behalve vlees leverden zij melk en/of wol. Sommige werden als last- of trekdier gebruikt. Spoedig deed ook het wiel zijn intrede.

### Brons- en IJzertijd
Tijdens het late Neolithicum en de Bronstijd werd Stonehenge gebouwd, een groots megalithisch monument. Rond het monument heeft John Aubrey een cirkel van 56 gaten in de grond gevonden, met daarin menselijke resten. Waren dit terdoodveroordeelden? Niet ver van Stonehenge ligt Silbury Hill, een 40 meter hoge kunstmatige heuvel. Er zijn talloze verklaringen voor de bouw van dergelijke indrukwekkende monumenten bedacht. Veel theorieën leggen een verband met religie en het hiernamaals. Het blijven slechts gissingen.
In de Kopertijd waaide de klokbekercultuur over vanaf het Europese vasteland. De daaropvolgende Bronstijd ziet de bloei van de Wessexcultuur. Een intrigerende vondst uit deze periode zijn de bronzen lepels, twee bij ieder lijk, die aangetroffen zijn op een begraafplaats in Kent. Er zijn ruïnes van heuvelforten gevonden, waarvan de oudste stamt uit 1500 v.Chr.
De IJzertijd begon op de Britse Eilanden rond 850 v.Chr.. In deze periode vestigden Keltische stammen zich in Engeland. De Keltische talen en culturen hebben de Engelse geschiedenis langdurig en diepgaand beïnvloed. Naarmate de bevolking toenam, gingen de verschillende stammen meer oorlog met elkaar voeren. Opvallend is dat in de IJzertijd de zorg voor de overledenen vrijwel verdwenen lijkt. In het zuidoosten van Engeland is nauwelijks een spoor van een zorgvuldige begraving gevonden. Hier en daar zijn menselijke beenderen tussen afval in putten gevonden. Van Caenegem spreekt zelfs van "het mysterie van de onvindbare doden uit de ijzertijd". Het is aannemelijk dat de meeste lijken werden verbrand. Daarmee is echter nog niet verklaard waarom hiervan geen sporen zijn teruggevonden.

## Romeinse tijd
Met de poging van Julius Caesar om Brittannië te veroveren begint de Engelse geschiedenis in de ware betekenis van het woord.
In 58 v.Chr. begon Julius Caesar met de verovering van Gallië. De campagne leidde verrassend snel tot resultaat. Nadat hij het gebied grotendeels had onderworpen, richtte Julius Caesar zijn ogen op Brittannië. Op dat moment behoorde Brittannië tot de Keltische wereld. Het zuiden en oosten werd hoofdzakelijk bewoond door de Belgae, die regelmatig contact onderhielden met hun stamgenoten aan de andere zijde van Het Kanaal. Caesars wens om ook de Kelten in Brittannië te onderwerpen paste naadloos in de traditie van het Romeinse imperialisme. Steeds moesten nieuwe gebieden veroverd worden om eerdere veroveringen veilig te stellen. 

In militair opzicht waren de Romeinen duidelijk de sterkere partij, hoewel de Britse stammen wel degelijk tot effectief verzet in staat waren. De Romeinse infanterie was gedrild, gepantserd en bewapend met speren en korte zwaarden. De Britten droegen nauwelijks beschermende kleding; hun strijdwagens werden bestookt door de boogschutters van de Romeinen. 

Tweemaal viel Caesar Engeland binnen, naar eigen zeggen omdat de Britten de Galliërs hadden geholpen. Vermoedelijk was het vooral een streven naar militaire roem dat hem dreef. Ook kon hij zo zijn eigen 'onmisbaarheid' als legeraanvoerder aantonen. Beide invasies bleven zonder werkelijke gevolgen. De eerste vond plaats in 55 v.Chr.; het was slechts een verkenningsexpeditie van de zuidkust. Caesar landde in Kent en liet het daarbij. Zijn schepen werden beschadigd door stormen. Toen Caesar vervolgens in 54 v.Chr. met een groter leger opnieuw in Kent landde, verenigden de Britse stammen zich onder één leider, Cassivellaunus, de koning van de Catuvellauni. Caesar boekte enkele successen: Cassivellaunus leed een nederlaag bij Canterbury, waarna Caesar de Theems overstak en de 'hoofdstad' van Cassivellaunus innam. Omdat intussen de grote Gallische opstand onder leiding van Vercingetorix was losgebarsten, kwam men tot een vergelijk. In naam onderwierpen zich enkele stammen. Britse gijzelaars werden overgeleverd aan de Romeinen, waarna Caesar zich terugtrok. De eendracht onder de Britse stammen duurde niet lang; ondanks het magere resultaat bleef de Romeinse interesse in Brittannië groot.

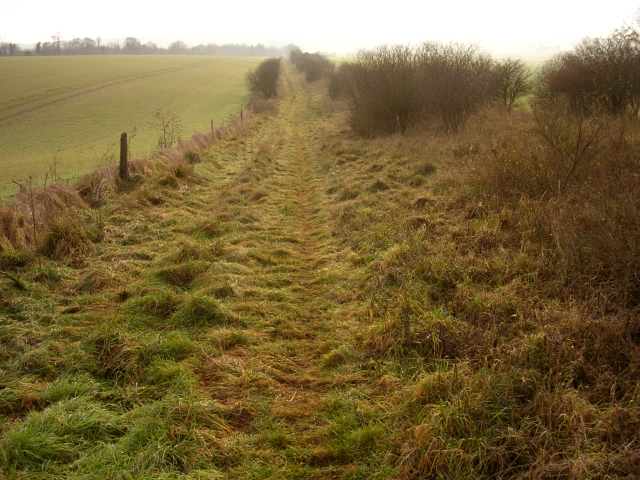
Ruiterpad langs de Ackling Dyke, Dorset.
De Ackling Dyke maakt deel uit van de door de Romeinen aangelegde weg tussen Old Sarum en Badbury Rings, een militaire versterking. De Romeinen waren zeer bedreven in het aanleggen van veldscheidingen, wegen en bruggen. Op talloze plaatsen is de Romeinse aanwezigheid zichtbaar gebleven in het landschap.

In 43 n.Chr. lanceerde keizer Claudius de Romeinse verovering van Britannia. Naar alle waarschijnlijkheid was Claudius er vooral op uit om zijn prestige te vergroten. Na enkele jaren strijd werden heel Engeland en Wales aan de Romeinen onderworpen. In de veroverde gebieden stichtten de Romeinen de provincie Britannia, met Londen (Londinium) als hoofdstad. Om de romanisering te versnellen stichtten de Romeinen nog veel meer steden, zoals Colchester (Camulodunum), Canterbury (Durovernum), Dover (Dubris), York (Eboracum) en St. Albans (Verulamium). Het repressieve beleid leidde in 61 tot de opstand van de Iceni o.l.v. hun koningin Boudicca. Pas nadat Boudicca Londen, Colchester en St. Albans had geplunderd, slaagden de Romeinen erin de opstand neer te slaan. Zij deden dit zo grondig, dat het Romeinse gezag nooit meer betwist werd door de Britten (de Romeinen zouden in de vijfde eeuw zelf wegtrekken, zie onder). Engeland diende vervolgens als uitvalsbasis voor de beroemde gouverneur Agricola tijdens zijn operaties tegen de Caledoniërs in Schotland. Ondanks een grote overwinning bij Mons Graupius werd Agricola door Domitianus teruggeroepen, waardoor alle veroveringen in Schotland werden tenietgedaan.
Britannia ontwikkelde zich tot een rustige en vredige provincie. In 120 bracht keizer Hadrianus een bezoek aan de provincie en zag in dat de noordgrens van de provincie (ruwweg de hedendaagse grens tussen Schotland en Engeland) slecht beveiligd was. Hij liet daarom de Muur van Hadrianus bouwen die de volgende 300 jaar de provincie tegen Caledonische aanvallen zou beschermen.
In 211 stierf in York keizer Septimius Severus, die in de jaren daarvoor een veldtocht tegen de Caledoniërs had geleid. De crisis van de derde eeuw ging aan Britannia niet onopgemerkt voorbij. Aan het eind van de derde eeuw riep Carausius zich uit tot keizer van een eigen Romeinse rijk in Britannia. Na een kort bestaan werd dit rijk door Constantius Chlorus weer bij het Romeinse Rijk gevoegd.
In de vierde eeuw werd Britannia steeds vaker geteisterd door aanvallen van de Saksen. De Romeinen bouwden langs de kust een verdedigingslinie, de zogenaamde Litus Saxonicum.

Een belangrijker probleem voor de Romeinen was echter de verdediging van de lange grens langs de Rijn en de Donau. Toen de Hunnen opdoken waren deze grenzen niet langer te handhaven. Een aantal Germaanse volkeren stak in december 406 de Rijn over. De 'Eeuwige Stad' werd door de Visigoten onder leiding van Alarik in 410 geplunderd. 

Dit alles was voor de regering reden om de legioenen terug te trekken. Zo verliet het twintigste legioen in 403 zijn legerkamp in Chester (Deva). Uiteindelijk liet keizer Honorius in 410 weten dat Britannia geheel was opgegeven; de bewoners moesten voortaan zelf voor hun veiligheid zorgen. De macht viel toe aan de geromaniseerde Kelten.

## Middeleeuwen
Dankzij zuurstofisotopenanalyse van de Groenlandse ijskap en andere methoden is het nu mogelijk uitspraken te doen over het klimaat. De eeuw tussen ca. 350 en ca. 450 was een relatief koude periode. Daarna stegen de temperaturen en vervolgens ook de zeespiegel. Eeuwenlang – tot ongeveer 1180 – was de gemiddelde temperatuur in de zomer in Engeland ongeveer een graad hoger dan rond 1970. Dat lijkt niet veel, maar het effect op de natuur en de landbouw, een langer groeiseizoen, is groot. Druiven groeiden in gebieden waar dat nadien onmogelijk was. Na ca. 1300 volgde een relatief koude periode, die tot in de negentiende eeuw duurde.
Vaak wordt beweerd dat Groot-Brittannië – omdat het een eiland is – nauwelijks te veroveren is, als ware het een fort in de zee. De geschiedenis leert eerder het tegendeel: een lange kustlijn is juist heel moeilijk te verdedigen zonder sterke vloot of machtig landleger. Engeland heeft dan ook bij herhaling te maken gehad met invallers van overzee. In de loop der eeuwen vielen de volgende volkeren – met meer of minder succes – het land binnen: de Angelen en Saksen, de Denen, Ieren, Noren en de Normandiërs.

### Angelsaksische tijd
Met het wegtrekken van de Romeinse legioenen begint een periode waaruit heel weinig bronnen overgeleverd zijn. De Germaanse invallers kenden het schrift niet. Een overgeleverde bron uit waarschijnlijk het midden van de zesde eeuw is de De Excidio et Conquestu Britanniae, een werk van de naar Gallië uitgeweken Britse geestelijke Gildas. Een veel belangrijkere bron is echter het ongeveer 150 jaar later geschreven historische werk, Historia ecclesiastica gentis Anglorum, van de in Northumbria levende "eerbiedwaardige" Beda († 735); zijn verhaal is echter dikwijls in strijd met gegevens ontleend aan de archeologie. Veel is dus onduidelijk.
De achtergebleven Keltische Britten slaagden er aanvankelijk goed in om zich tegen invallen van Ieren uit het westen en Picten uit het noorden te verdedigen. Een stabiele, op de Romeinse cultuur gebaseerde samenleving hield stand. Het antieke erfgoed en het christendom bleven invloedrijk. Ook onderhield men betrekkingen met Gallië. Zelfs theologische twisten werden voortgezet. 

Een belangrijke bron voor de eerste decennia na 410 is een door Constantius geschreven reisverhaal. Daarin worden de twee reizen naar Brittannië beschreven van de bisschop van Auxerre, Germanus. De bisschop bestreed in 428/29 en in 445/46 de ketterij van Pelagius.

Britse en Angelsaksische koninkrijken, achtste eeuw.

In de loop van de vijfde en zesde eeuw vestigden zich echter Germaanse stammen in het land. Vermoedelijk had zich reeds voor 450 een behoorlijk aantal van hen in het oosten van Engeland gevestigd. Sommigen waren als huurling gekomen om het land te helpen verdedigen. In hoeverre er sprake is geweest van grootschalige migratie is onduidelijk. Volgens de Anglo-Saxon Chronicle zouden twee Germaanse aanvoerders, Hengest en Horsa, in Kent een koninkrijk gesticht hebben. 

De oorspronkelijke inwoners werden in de loop van de tijd verdreven naar de westelijke uithoeken van het land, voornamelijk naar Cornwall en Wales. Veel plaatsen bleven desondanks continu bewoond, zodat aannemelijk is dat een deel van de Britten niet gevlucht is.
Het verdrijven van de Britten ging dus geleidelijk. De meest succesrijke weerstand werd geboden door een dux bellorum (zoals Nennius hem noemde) met de naam Artorius. Waarschijnlijk gaat het hier om de legendarische koning Arthur. Hij slaagde erin om een moeizame vrede te bewerkstelligen die mogelijk een generatie duurde. Uiteindelijk zouden de oorlogszuchtige Angelsaksen echter onverslaanbaar blijken. Er werd gevochten in plaatsen als Searoburgh en elders; de Germaanse stammen bezetten oude Romano-Britse nederzettingen zoals Camulodunum (Colchester) en Verulamium (St Albans) en versterkten hun heerschappij over het vruchtbare deel van de eilanden. Op die manier werd ook de Angelsaksische voorloper van de Engelse taal als het ware op de punt van het zwaard ingevoerd.
Het waren hoofdzakelijk drie stammen die zich in Engeland vestigden: de Juten, Angelen en Saksen. De naam 'Engeland' is afgeleid van de Angelen. Dit betekent niet dat deze de dominante partij waren. Er was sprake van onderlinge strijd tussen de stammen, maar de Angelen, Saksen en Juten deelden eenzelfde achtergrond en cultuur; zij worden gezamenlijk als Angelsaksen aangeduid. 

De Juten vestigden zich in Kent, op het eiland Wight en in Hampshire, de Saksen vooral in het zuidoosten. De naam van de Saksen leeft voort in de naam van de huidige graafschappen Essex en Sussex, het gebied van respectievelijk de Oost- en de Zuid-Saksen, de Londense regio Middlesex en in Wessex, een voormalig invloedrijk koninkrijk in het zuidwesten van Engeland (het gebied van de West-Saksen waarvan de naam herleeft in de negentiende-eeuwse romans van Thomas Hardy). De Angelen vestigden zich vooral ten noorden van de Theems wat is terug te vinden in de naam East Anglia, de streek ten noordoosten van Essex.
Ruwweg tussen 500 tot 850 vormden de nieuwkomers eigen staten, die soms besloten tot samengaan. Aldus ontstond de zogeheten Heptarchie: Northumbria, Mercia, East Anglia, Kent, Essex, Sussex en Wessex, een gebied dat ruwweg correspondeert met het huidige Engeland. Tussen dit zevental onderscheiden koninkrijken bestond een zekere rangorde. Een van de koningen, bretwalda, werd beschouwd als de invloedrijkste van de zeven vorsten. In de achtste eeuw breidde Mercia zich sterk uit; de koningen maakten gebruik van een primitieve bureaucratie. In de negende eeuw was het Wessex dat de leiding nam.

#### Kerstening
Een mijlpaal was de bekering van de Angelsaksen tot het christendom. Vanaf de zevende eeuw was ook Engeland een deel van de Europese christelijke wereld. Een sleutelfiguur is Augustinus van Canterbury.

### Inval van de Vikingen
Vanaf 793 werd Angelsaksisch Engeland geteisterd door Vikingaanvallen vanuit Scandinavië, toen het rijke klooster Lindisfarne door hen geplunderd en vernietigd werd. De Vikingen voerden in de negende eeuw nog veel meer rooftochten uit. Rond 850 sloegen deze rooftochten om in ware veroveringstochten. In 865 landde het Grote heidense leger onder leiding van Ivar de Beenderloze en Halfdan Ragnarsson. Dit werd in 870 nog aangevuld met het Grote zomerleger onder leiding van de Deense koning Bagsecg. Al snel kregen de Denen grote delen van het noorden en oosten van Engeland in handen. De koninkrijken Northumbria (866), East-Anglia (870) en Mercia (874) werden een voor een uitgeschakeld. Het door de Denen veroverde gebied werd later de Danelaw genoemd. Het had niet veel gescheeld of ook het laatste machtige Engelse koninkrijk, Wessex, was door de Denen veroverd. In 878 wist koning Alfred de Grote de Deense leider Guthrum bij Edington echter beslissend te verslaan. In het verdrag van Wedmore en aanvullend in het verdrag van Alfred en Guthrum werd vastgelegd dat de Denen zich in de Danelaw konden vestigen en dat daar hun eigen wetten zouden gelden, dit wel op voorwaarde dat zij zouden overgaan tot het christelijk geloof.

#### Unificatie onder Wessex
Het is moeilijk vast te stellen op welk moment de eenwording van Engeland plaatsvond. Veelal wordt Egbert, koning van Wessex, beschouwd als de eerste koning van heel Engeland. Hij regeerde van 802 tot 839. Het was echter pas Alfred de Grote, residerend in Winchester tussen 871 en 899, die zichzelf koning van Engeland noemde.
Alfred de Grote werd opgevolgd door enkele koningen van meer dan gemiddelde bekwaamheid: Eduard de Oudere (899-924), Athelstan (924-939) en Edmond de Oudere (939-946). De Denen bleven nog enkele jaren aanvallen uitvoeren, maar werden door Alfreds opvolgers teruggedreven, dan wel onderworpen. De drie genoemde vorsten breidden Wessex uit tot ongeveer de grenzen van het huidige Engeland. Feitelijk veroverden zij gebieden die nog niet eerder tot Wessex hadden behoord. Om de verovering te legitimeren werd deze voorgesteld als een 'herovering' van voorheen christelijke gebieden. 

Eduard de Oudere veroverde het oosten van Mercia en East Anglia. Om de Midlands te beschermen liet hij een aantal forten bouwen, waaronder in 919 Manchester. Dit deel van Engeland werd ook bedreigd door Noren die rond Dublin een rijkje gesticht hadden. In 918 werd Mercia geheel bij Wessex gevoegd.

### Koninkrijk Engeland

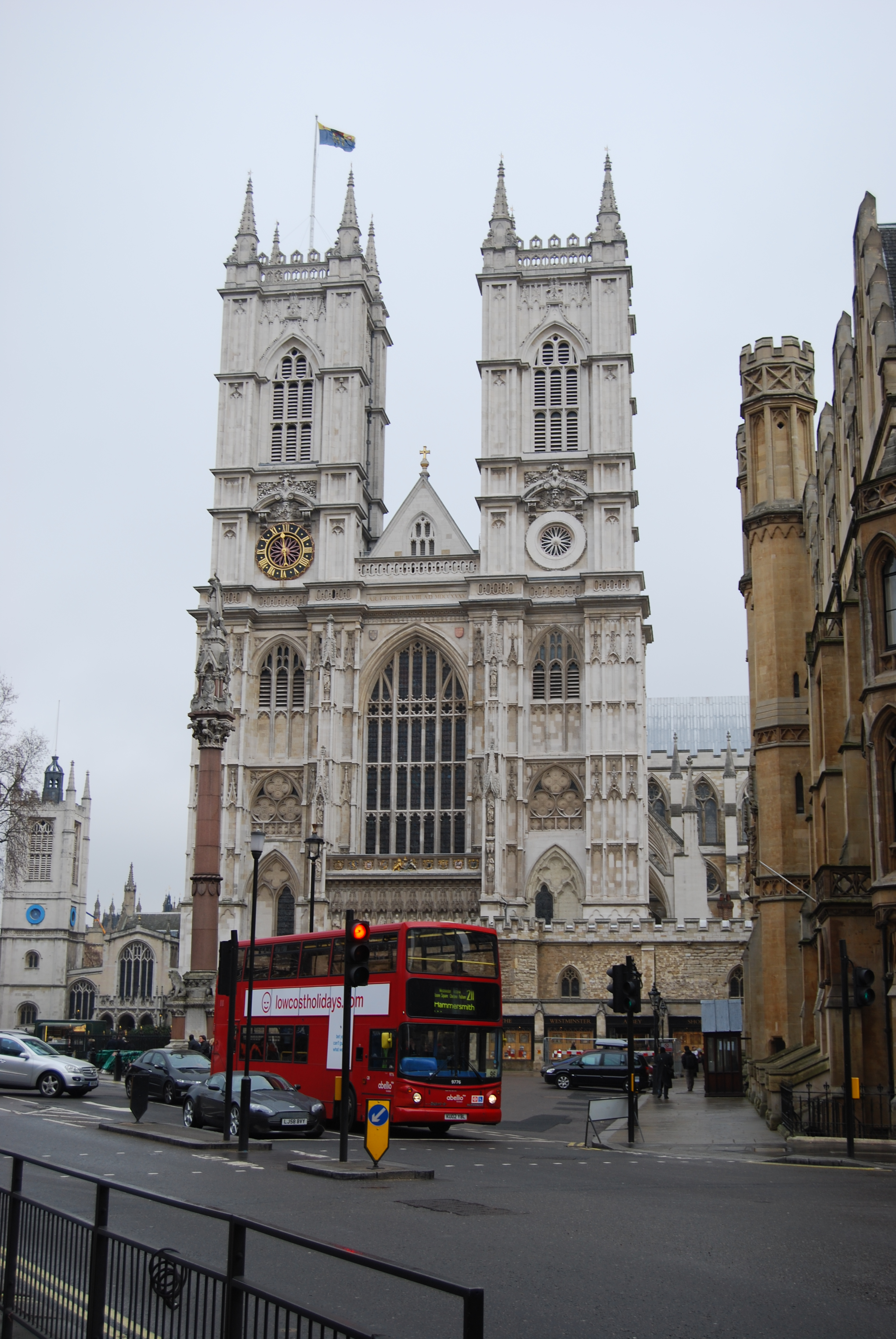
Westminster Abbey

York werd veroverd in 927; ook Northumbria kwam onder Wessex. Athelstan voerde als eerste de titel rex totius Anglorum patriae. Na zijn dood in 939 ging het noorden weer tijdelijk verloren: de Noorse koning van Dublin, Olaf II Guthfrithson, veroverde York en een deel van de Midlands.
Dat de zuidelijke helft van Groot-Brittannië één rijk werd, het koninkrijk Engeland, was in belangrijke mate het gevolg van de Deense invasies. Als reactie ontstond een nieuwe staat. Denen die zich onderwierpen, mochten hun grond houden. Lange tijd gold in de Danelaw een ander rechtssysteem. De Denen bekeerden zich in korte tijd tot het christendom.
In 954 werd Erik Bloedbijl in een hinderlaag gelokt en gedood. Daarna werd het gezag van Wessex door York en Bamburgh aanvaard. De opvolgers van Athelstan en Edmond de Oudere wisten zich daadwerkelijk tot koning van het huidige Engeland te maken. Koning Edgar (959-975) functioneerde als zodanig vanaf zijn kroning. 

De strijd tegen de Vikingen door Alfred de Grote en zijn opvolgers kan beschouwd worden als de geboorte van de Engelse natie. Onder invloed van de mystiek die op het Europese vasteland het koningschap van Karel de Grote omgaf, zoals verkondigd door de bisschoppen Jonas van Orléans en Hincmar van Reims, veranderden ook in Engeland de opvattingen over de rol van het koningschap. Vanaf deze tijd stelde men zich Engeland voor als een bij uitstek christelijk rijk onder één koning.
In 1002 liet Athelstans onbekwame achterneef Ethelred II op St Brice's Day alle Denen in het land ombrengen. Hiermee riep hij de toorn op van de Deense Vikingkoning Sven Vorkbaard. Die viel Engeland verschillende keren aan, maar werd iedere keer afgekocht. In 1013 besloot Sven echter dat hij zelf koning van Engeland wilde worden en hij verbande Ethelred. Sven kon niet lang genieten van zijn heerschappij, want hij stierf een jaar later. Zijn claim op de troon werd overgenomen door zijn zoon, Knoet de Grote. Ethelred keerde terug uit ballingschap, maar hij slaagde er niet in de Denen te verdrijven en stierf in 1016. In hetzelfde jaar kwam het bij Ashington tot een treffen tussen Knoet en Ethelreds zoon Edmund Ironside. Na de onbesliste slag werd besloten het land tussen de beide pretendenten te verdelen. Ook afgesproken werd dat als de een zou sterven, de ander zijn land zou krijgen. Later dat jaar stierf Edmund en werd Knoet, een Deen, koning over heel Engeland.
Knoet was een veel betere koning dan verwacht. Hij respecteerde de Angelsaksische wetten en bestuurde het land wijs en rechtvaardig. Knoet was in zijn tijd de machtigste vorst van Europa, omdat hij koning was van Denemarken, Noorwegen en Engeland. Zijn macht zorgde ervoor dat hij omringd werd door vleiers. Toen een van hem opmerkte dat hij zelfs de zee kon bevelen, nam de koning zijn hele hofhouding mee naar het strand, waar hij de zee beval zich terug te trekken. Toen dit niet gebeurde, vertelde Knoet zijn hovelingen dat ook hij, zelfs al was hij koning, maar een gewoon mens was. In 1035 stierf Knoet en ontstond er een opvolgingsstrijd tussen zijn zonen, Harold Hazenvoet en Hardeknoet. Hardeknoet was de wettige koning van Engeland en zette een expeditie op touw om Harold af te zetten. Toen de expeditie in 1040 in Engeland aankwam, was Harold echter al overleden en werd Hardeknoet de onbetwiste koning. Hij maakte zich door hoge belastingen erg impopulair. Hij haalde de zoon van Ethelred, Eduard de Belijder, terug naar Engeland om hem tot zijn troonopvolger te maken.
Toen Hardeknoet in 1042 stierf viel de kroon toe aan Eduard, een Angelsakser. Eduard was een erg religieuze man, vandaar zijn bijnaam de Belijder. Hierdoor was hij erg kuis en deed hij aan seksuele onthouding. Hij kreeg geen kinderen. Zijn regering was erg onrustig, omdat Eduard – die zijn jeugd in Normandië had doorgebracht – nu veel Normandiërs een invloedrijke positie gaf. Dit zinde de Saksische earls, onder leiding van Godwin van Wessex, niet. Er was dan ook geregeld sprake van conflicten tussen de koning en Godwin. Eduard liet, met hulp van zijn Normandische adviseurs, de Westminster Abbey bouwen. Eduards hele regeerperiode werd overschaduwd door zijn kinderloosheid, en toen hij in januari 1066 stierf, barstte er een opvolgingsstrijd uit.

### Hoge Middeleeuwen
Het is gebruikelijk om het jaar 1066 als een breuklijn in de Engelse geschiedenis voor te stellen. In politiek, sociaal en cultureel opzicht was het dat ook. Maar dit geldt niet voor de economische basis van de maatschappij. Die bleef feitelijk onveranderd.
De middeleeuwse economie was bovenal afhankelijk van de landbouw. Of men een goed dan wel een slecht jaar doormaakte, hing hoofdzakelijk af van de oogst. Feitelijk was iedereen afhankelijk van het doorgaans onvoorspelbare weer. Een tekort aan mest beperkte de opbrengsten. Om de vruchtbaarheid van de grond op peil te houden liet men de akkers om de zoveel jaar braak liggen. Dit was op veel plaatsen gebruikelijk, vooral in de Midlands, waar landbouwgemeenschappen nauw samenwerkten. Akkerbouw was meestal in hoge mate gemeenschapswerk. De open velden (open fields) werden daarbij verdeeld in smalle stroken. De hoger gelegen delen van Engeland zoals Devon en Cornwall, maar ook East Anglia en Kent, bestonden voornamelijk uit graslanden. Daar was aanzienlijk minder sprake van samenwerking. 

Overigens vertoonde de Engelse landbouw uitgesproken lokale verschillen, zodat we een groot aantal economische regio's kunnen onderscheiden. Veel hing af van de bodemgesteldheid, het plaatselijk klimaat, het reliëf en de afwatering. Moderne technische middelen om deze factoren te beïnvloeden ontbraken vrijwel geheel. Krijtgronden werden anders geëxploiteerd dan kleigronden, hooglanden anders dan het laagland. De aard van de economische activiteiten en structuren had weer invloed op de inrichting van het landschap en het nederzettingspatroon. Op laaggelegen landbouwgronden leefde men doorgaans in dorpen bij elkaar; in de hooglanden domineerde daarentegen de schapenteelt en leefde men op afgelegen boerenhoeven.

#### Onder de Normandiërs
In 1066 werd de Engelse troon opgeëist door drie mannen: Harold Godwinson, earl van Wessex, koning Harald III van Noorwegen en hertog Willem van Normandië. Harold Godwinson werd door de Engelse edelen uitgeroepen tot koning Harold II en wist op 25 september in het noorden van Engeland de Noren en hun bondgenoten in de Slag bij Stamford Bridge te verslaan. In oktober viel Willem van Normandië in het zuiden van Engeland land binnen; hij versloeg koning Harold II op 14 oktober in de Slag bij Hastings, die op unieke wijze is vereeuwigd op het tapijt van Bayeux.

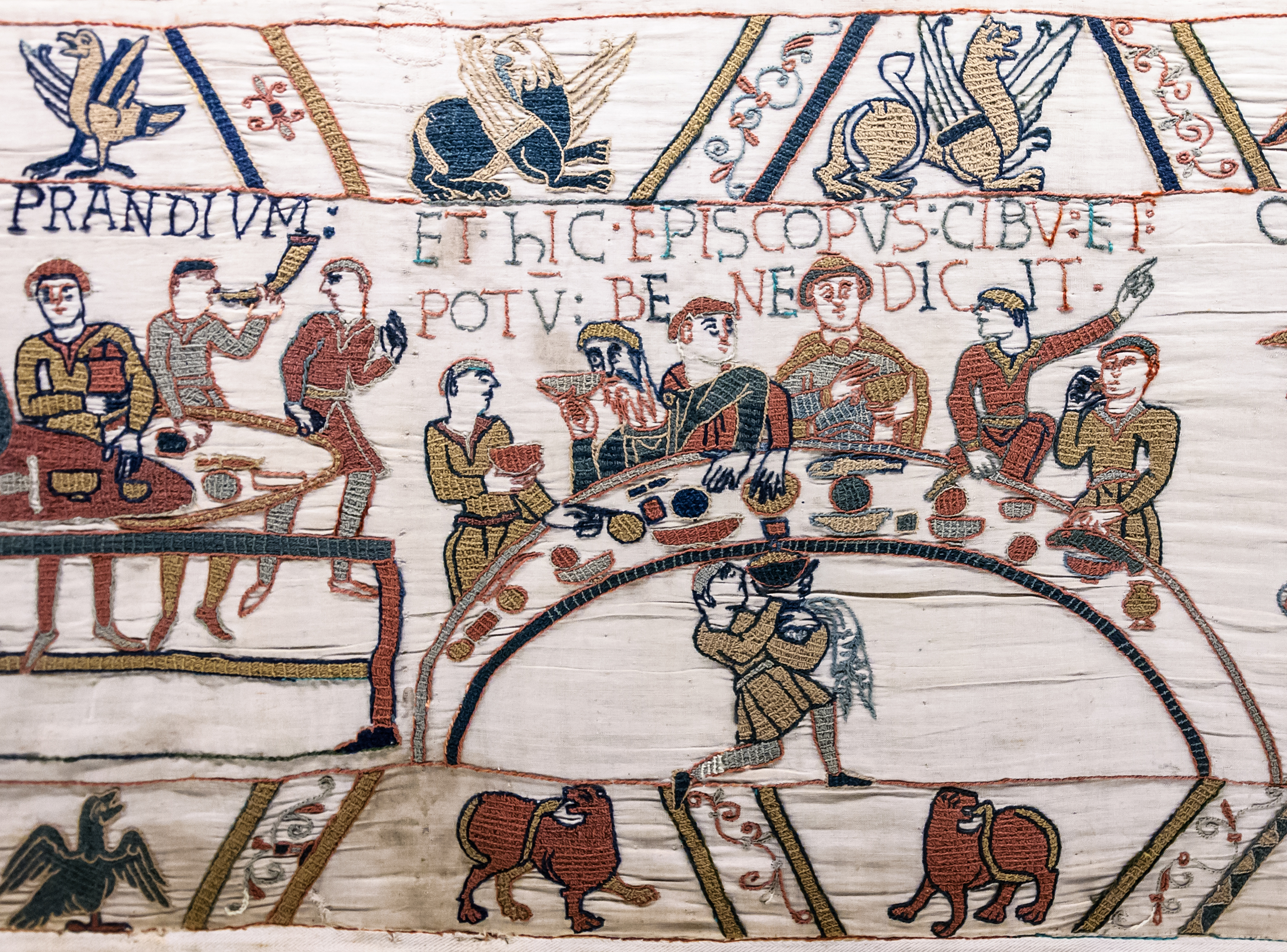
De maaltijd voorafgaand aan de Slag bij Hastings; detail van het tapijt van Bayeux.

Na in de eerste jaren na de verovering de nodige opstanden te hebben neergeslagen, wist Willem na de Harrying of the North zijn macht definitief te vestigen. De Norman conquest, de verovering door de Normandiërs, had ingrijpende gevolgen, niet alleen op het gebied van het landsbestuur, maar ook op de ontwikkeling van de Engelse taal. Voor het Engelse volk was het allesbehalve een pretje; Van Caenegem spreekt in dit verband van "de vestiging van een koloniaal regime van vreemde, militaire overheersing en exploitatie". De Normandische elite introduceerde haar eigen variant van het Frans en sprak in de regel geen Engels. De Angelsaksische cultuur werd als inferieur beschouwd. Engeland was gedurende de rest van de Middeleeuwen sterk op Frankrijk georiënteerd. 

Verder voerde Willem de Veroveraar het continentale leenstelsel in. Het land van de meeste Angelsaksische edelen werd onteigend en in leen gegeven aan Normandische edelen. Aldus kwam er een nieuwe toplaag van grootgrondbezitters. Willem en zijn opvolgers probeerden wel de traditie van een sterke monarchie, zoals gevestigd door de Angelsaksische koningen, voort te zetten. Daarbij waren het vooral de Normandische baronnen die dit tegenwerkten. Voor de monarchie was het echter van groot belang met de onrustige elite samen te werken. Een beproefd middel hiertoe was een avontuurlijke buitenlandse politiek. De Honderdjarige Oorlog is hiervan een voorbeeld.
In 1086 liet Willem het Domesday Book vervaardigen, waarin het bezit van alle onderdanen in Engeland per hundred (deel van een graafschap) werd opgetekend. Hierdoor kon Willem gemakkelijker belasting heffen.
Op 9 september 1087 stierf Willem de Veroveraar, toen hij tijdens een beleg van zijn paard viel. Na de dood van Willem werden zijn domeinen onder zijn zonen verdeeld. De oudste zoon, Robert Curthose, volgde zijn vader op als hertog van Normandië. De middelste zoon, ook Willem geheten, volgde zijn vader op als koning Willem II Rufus. Hendrik, de jongste zoon, kreeg een grote som geld. Willem II was een impopulaire koning en hij kwam al snel in conflict met zijn broer Robert. Dit was een bron van zorg voor veel edelen, die bezittingen hadden in zowel Engeland als Normandië. Toen Robert op kruistocht ging, droeg hij het gezag over Normandië over aan Willem Rufus. Toen Robert terugkeerde was het lang onzeker of hij Normandië ooit terug zou krijgen. Op 2 augustus 1100 kwam Willem Rufus onder verdachte omstandigheden om het leven tijdens een jachtongeval. Hendrik maakte zich onmiddellijk meester van de koninklijke schatkist in Winchester en liet zich tot koning van Engeland kronen. Hij voerde nog zes jaar oorlog tegen zijn broer Robert, totdat hij hem in de Slag bij Tinchebrai (1106) een beslissende nederlaag toebracht. Hendrik I deed zijn best om het land te stabiliseren en de geschillen tussen de Angelsaksische en Normandische bevolkingsgroepen en culturen glad te strijken.

#### Anarchie
Tijdens de regering van Stefanus (1135-1154) kregen de feodale baronnen het voor het zeggen en was er opnieuw sprake van burgeroorlog en wetteloosheid. De zwakke koning moest grote stukken van het grondgebied afstaan aan de voortdurend aan de grenzen morrelende Welshmen en Schotten. Ook voerde hij een langdurige strijd met zijn nicht Mathilde, die door haar vader Hendrik I als opvolger was aangewezen. Deze strijd leidde tot zijn tijdelijke val, waarna opnieuw een periode van grote onrust volgde. Mathilde hield het niet lang vol en keerde in 1148 terug naar Frankrijk. Deze periode van burgeroorlog staat bekend als The Anarchy. Mathildes zoon zou Stefanus' opvolgen als Hendrik II.

#### Vroege Plantagenets

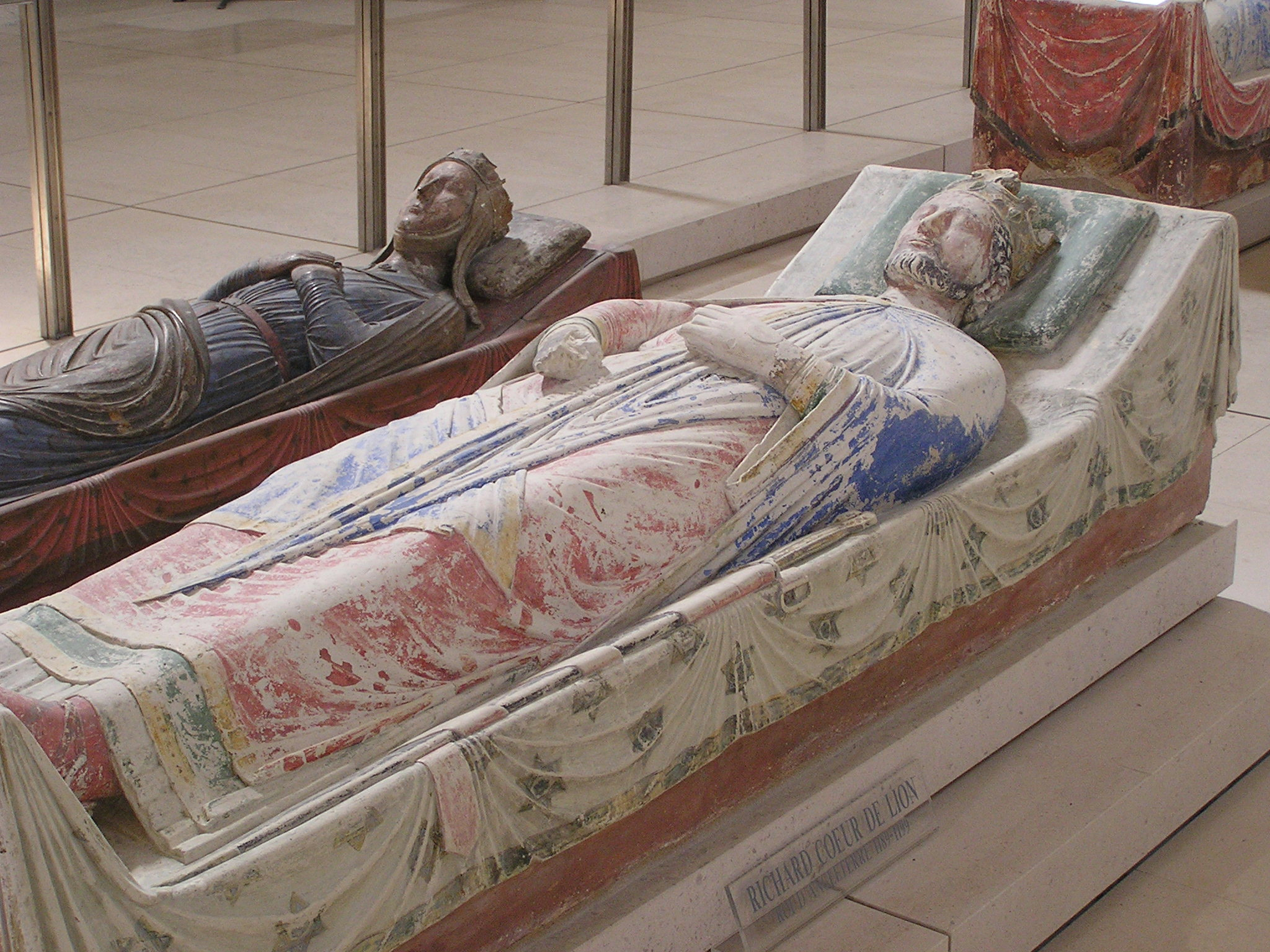
De graftombe van Richard Leeuwenhart en zijn vrouw.

Hendrik II (1154-1189) was de eerste vorst uit het Huis Plantagenet. Van zijn vader erfde hij de Franse graafschappen Anjou, Maine en Touraine, evenals zijn voorgangers was hij ook hertog van Normandië. In 1152 trouwde hij met Eleonora van Aquitanië, die voorheen getrouwd was geweest met de Franse koning Lodewijk VII. Zij was de erfgename van uitgestrekte gebieden in het zuidwesten van Frankrijk; hierdoor was Hendriks macht in Frankrijk groter dan die van zijn Franse leenheer. Hendrik II breidde zijn bezittingen in het zuiden van Frankrijk zelfs nog uit; ook Bretagne werd door hem ingepalmd. Hendrik werd aldus een van de machtigste vorsten van Europa. Ook in andere richtingen probeerde hij zijn rijk uit te breiden. De instabiliteit van de Europese politiek bood daartoe aan een krachtig koning veel gelegenheid. Cumbria en Northumbria werden heroverd op de Schotten; ook viel hij Wales binnen. In de jaren zeventig van de twaalfde eeuw veroverde Hendrik delen van Ierland. Om zijn veroveringen in Ierland te rechtvaardigen beriep Hendrik zich op een pauselijke bul. Zijn grote rivaal was de Franse koning Filips II Augustus, met wie hij geregeld oorlog voerde. 

Onder Hendrik II kwamen in Engeland kerk en staat met elkaar in conflict. De clerus genoot in de middeleeuwse maatschappij allerlei voorrechten; geestelijken konden slechts berecht worden in kerkelijke rechtbanken. Omdat dit ook financiële consequenties had, was deze uitzonderingspositie de koning een doorn in het oog. Hendriks belangrijkste tegenspeler was de aartsbisschop van Canterbury, Thomas Becket. Becket ontvluchtte Engeland in 1164. Een compromis tussen koning en aartsbisschop bleek onmogelijk, hoewel er daartoe een poging werd ondernomen. Becket keerde terug naar Engeland, maar werd kort daarna, in 1170, vermoord door vier overijverige ridders, die een verwensing van de koning wellicht te letterlijk hadden genomen. De koning moest openlijk boete doen. Becket werd heilig verklaard; Canterbury werd een bedevaartsoord. Hoewel de immuniteit van de clerus opnieuw bevestigd werd, zouden de koningen op den duur aan het langste eind trekken. 

Hendriks relatie met zijn vrouw Eleonora was ondertussen op de klippen gelopen; zijn zoons, die grote gebieden in Frankrijk bezaten, kwamen in opstand tegen hun vader. Na de dood van twee troonopvolgers (Henry the Young King en Geoffrey van Anjou) stierf Hendrik op 7 juli 1189 te Chinon.
Hij werd opgevolgd door zijn zoon Richard I Leeuwenhart, die Engeland vrijwel meteen verliet om deel te nemen aan de Derde Kruistocht. Zijn plaatsvervanger was zijn broer Jan, die volgens de Robin Hoodlegende een waar schrikbewind voerde. De kruistocht zelf was geen groot succes en op de terugweg werd hij door hertog Leopold V van Oostenrijk gevangengenomen, wiens vaandel hij tijdens de kruistocht door het slijk had laten slepen. Nadat Jan een losgeld van 150 000 marken had betaald, werd de koning vrijgelaten. Toen hij terugkeerde maakte hij een einde aan het bewind van Jan, maar maakte hem wel tot zijn erfgenaam. Voor de rest van zijn leven zou Richard oorlog voeren tegen zijn vroegere vriend en strijdmakker Filips Augustus. Op 6 april 1199 werd Richard dodelijk getroffen door een pijl, tijdens het beleg van een relatief onbelangrijke vesting, Châlus.
Omdat Richard kinderloos stierf, werd Jan zelf koning. De Engelse gebieden accepteerden hem vrijwel direct, maar de Franse gebieden (met uitzondering van Normandië) schoven Jans neef Arthur naar voren als koning. Arthur was een gewillige speelbal in de handen van Filips Augustus. In 1203 ontdeed de koning zich van Arthur door hem te wurgen. De oorlogen in Frankrijk duurden echter voort en in de Slag bij Bouvines (1214) verloor Jan alle gebieden in Frankrijk. Net als zijn vader was Jan veelvuldig in conflict met de kerk, en hij kon zijn koningschap alleen redden door zijn land te besturen als pauselijk leen (hij bezat feitelijk geen land, vandaar zijn bijnaam Jan zonder Land). Zijn hele regeerperiode werd gekenmerkt door een strijd met de edelen. Na het verlies van de Franse gebieden kwamen de edelen massaal in opstand en koning Jan moest in Runnymede de Magna Carta ondertekenen, dat aan de baronnen veel rechten toekende. In oktober 1216 stierf Jan. Hij werd opgevolgd door zijn negenjarige zoon Hendrik.
In de dertiende eeuw werd de invloed merkbaar van een aantal belangrijke ontwikkelingen op sociaal gebied. De steden werden belangrijker, evenals het Parlement van Engeland. Het Engels begon weer een rol te spelen als cultuurtaal. Op het platteland verdween de lijfeigenschap.
Omdat Hendrik III minderjarig was, werd het land bestuurd door regenten. De regenten namen zich voor om te heersen volgens de Magna Carta, die door hen werd bevestigd. In 1227 werd Hendrik meerderjarig en hij was vast van plan de koninklijke macht te herstellen. Hiermee maakte de jonge koning zich erg impopulair bij de edelen. Deze onvrede werd versterkt door de keuze van zijn hovelingen. Tot grote ergernis van de Engelse adel bevoorrechtte Hendrik de Franse familieleden van zijn vrouw, Eleonora van Provence. Uiteindelijk leidde de onvrede tot gewapend verzet van de edelen. Hun leider was de voormalige Franse hoveling, Simon van Montfort. Na een korte strijd accepteerde de koning de Provisions of Oxford, waarin de toestemming werd gegeven tot de vorming van een parlement. De koning kwam echter snel terug op deze belofte en de strijd laaide opnieuw op. In 1264 werd het koninklijke leger in de Slag bij Lewes verpletterend verslagen en de koning werd gevangengenomen. De koning werd slechts gered door de tijdige interventie van zijn zoon, Eduard in de Slag bij Evesham, het jaar erop. Vanaf 1265 bestuurde Eduard in feite het koninkrijk. In 1272, toen Eduard op kruistocht was, stierf Hendrik en werd Eduard koning.

### Late Middeleeuwen

De vlag van Engeland.
In de dertiende eeuw werd het sint-joriskruis het nationaal symbool van Engeland.

Eduard bracht het grootste deel van zijn regeerperiode door met oorlog voeren: hij wilde heel Groot-Brittannië onder zijn heerschappij brengen. Zijn eerste doelwit was Wales. Hendrik III erkende in 1267 Llywelyn ap Gruffydd als Prins van Wales, maar Llywellyn weigerde Eduard te erkennen als zijn leenheer. Eduard liet Eleonora de Montfort, de verloofde van Llywelyn en dochter van de roemruchte Simon de Montfort, ontvoeren, wat tot een conflict leidde. Eduard viel Wales binnen en Llywelyn moest heel Wales, op Gwynedd na, opgeven. Wel mocht hij de titel Prins van Wales behouden. De vrede was van korte duur. De broer van Llywelyn, Dafydd, lanceerde in 1282 een aanval op de Engelsen en Llywelyn moest zijn broer te hulp komen. Zijn strijdkrachten waren geen partij voor Eduard en Wales werd veroverd. Eduard zou in 1301 zijn erfgenaam Eduard tot prins van Wales maken.
Op binnenlands gebied was Eduard bekend vanwege het bijeenroepen van het eerste parlement met een Lagerhuis en een Hogerhuis en vanwege het verdrijven van de Joden in 1290.
Eduard had ook interesse in de aangelegenheden van het buurkoninkrijk Schotland. Hij zag zijn kans schoon in 1286, toen koning Alexander III van Schotland met paard en al van een klif af stortte. Omdat de minderjarige Margaret van Noorwegen erfgename was, vreesden de Schotse edelen voor een troonstrijd en zij riepen de hulp in van Eduard. In 1290 zou Margaret naar Schotland reizen, maar zij stierf op de Orkney-eilanden voordat ze het landsbestuur had overgenomen. Er barstte een hevige troonstrijd los en Schotland had maar liefst dertien troonpretendenten, waaronder Floris V van Holland. Opnieuw werd aan Eduard gevraagd of hij kon ingrijpen. Eduard wees John Balliol aan als de rechtmatige koning van Schotland en gebruikte hem als stroman om het land te besturen. John Balliol kwam in opstand, maar de Schotten dolven op 27 april 1296 in de Slag bij Dunbar het onderspit. Eduards poging om Schotland zelf te besturen viel in slechte aarde en later dat jaar kwamen de Schotten in opstand onder leiding van William Wallace en Andrew Moray. Zij versloegen op 11 september 1297 een Engels leger bij Stirling Bridge. Dit kon Eduard niet over zijn kant laten gaan en hij nam persoonlijk de leiding over de Engelse legers in Schotland op zich. Op 22 juli 1298 raakte Eduard bij Falkirk slaags met Schotse troepen onder het commando van William Wallace. Eduard behaalde een eclatante overwinning, waarmee hij zijn tactische vaardigheden demonstreerde en de bijnaam Hamer der Schotten (Hammer of the Scots) kreeg. Zijn successen in Schotland waren niet blijvend en in 1307 stond hij op het punt om de steeds sterker wordende Robert the Bruce het hoofd te bieden, maar hij stierf in Burgh-on-Sands (nabij Carlisle).
Lange tijd hebben historici de Late Middeleeuwen, ook de veertiende en vijftiende eeuw, geïdealiseerd. Daaraan is een einde gekomen. In het bijzonder de veertiende eeuw wordt thans beschouwd als een periode van rampen en maatschappelijke ontwrichting. De veertiende-eeuwse dichter William Langland had in zijn gedicht "The Vision of Piers the Plowman" al verkondigd dat de wereld ten einde liep. Tuchman benadrukt de paniek, de wreedheid en het geweld die overal heersten.
Eduard II, de zoon en opvolger van Eduard I, was uit heel ander hout gesneden dan zijn vader. Hij was vergeleken met zijn vader week en niet in de wieg gelegd om soldaat te worden. Eduard was ook de eerste Engelse monarch van wie we weten dat hij homoseksueel was. Volgens Eduard I was zijn zoon verpest door de liefde voor Piers Gaveston, een ridder uit Gascogne. Deze werd in 1312 vermoord. Eduard liet het land steeds meer besturen door baronnen uit het Parlement. In 1314 besloot Eduard een einde te maken aan de voortdurende opstand van Robert the Bruce in Schotland, maar hij werd op 24 juni verpletterend verslagen in de Slag om Bannockburn. Dit markeerde de facto het einde van de Schotse Onafhankelijkheidsoorlogen, waaruit Schotland als overwinnaar tevoorschijn kwam. Eduard maakte zich extreem impopulair door het land te besturen met behulp van de corrupte Despenser-familie. In de periode van 1315-17 werd Engeland getroffen door een Grote Hongersnood. In 1327 zette Eduards vrouw, Isabella van Frankrijk, hem af met hulp van een machtige baron, haar minnaar Roger Mortimer, en verving haar echtgenoot door hun minderjarige zoon, Eduard III. Ze hoopte invloed op hem uit te oefenen. De positie van de koningin en haar minnaar Mortimer werd, na een nadelige vrede met Schotland, steeds onhoudbaarder. Ze besloten Eduard II, die in gevangenschap zat, te vermoorden. De heerschappij van de koningin was van korte duur: een jaar later zette haar zoon haar af in een staatsgreep en begon hij het land zelf te besturen.

#### Honderdjarige Oorlog

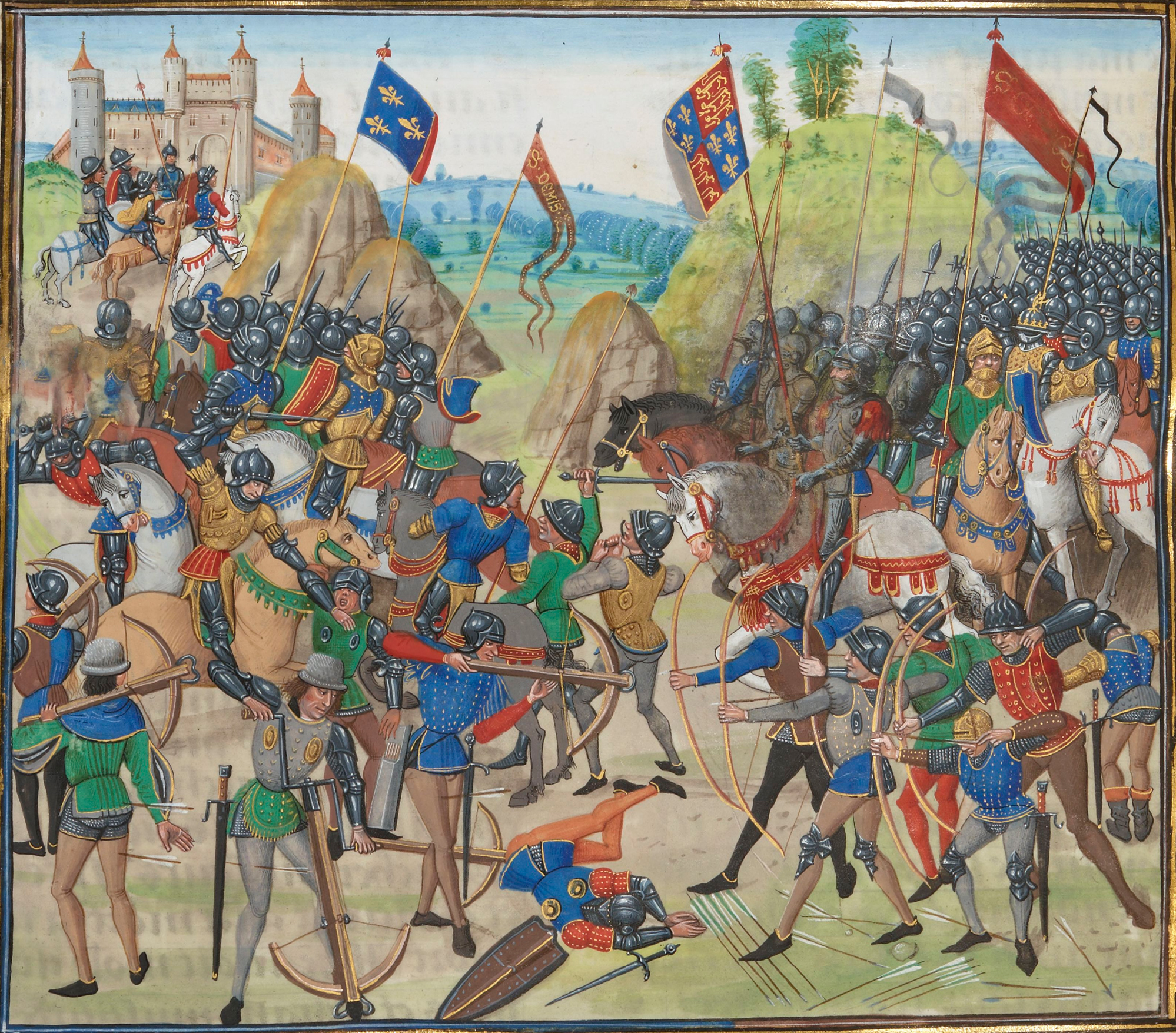
De Slag bij Crécy de Engelsen rechts met hun longbows versloegen de Fransen links met hun kruisbogen.

Eduard bleek een energieke koning, en in 1333 begon hij zich te bemoeien met Schotland. Zijn overwinning in de Slag bij Halidon Hill was een vroeg succes voor de jonge koning. In 1337 raakte Eduard betrokken bij een klein feodaal conflict met zijn leenheer, Filips VI van Frankrijk, over het leen Guyenne. Koning Filips probeerde Eduard de hertogstitel af te nemen, waarop Eduard III zichzelf uitriep tot koning van Frankrijk. Hoewel Engeland als veel zwakker werd beschouwd dan Frankrijk, slaagde Eduard er in dit beeld volledig te ontkrachten in de Slag bij Crécy (1346). De Engelse boogschutters bleken met hun longbows te sterk voor de Franse ridderscharen.
In 1348 werd Engeland, net als de rest van Europa, zwaar getroffen door de Zwarte Dood. Desondanks ging de strijd in Frankrijk verder. In 1356 brachten de Engelsen de Fransen opnieuw een zware slag toe in de Slag bij Poitiers. In de jaren daarna ontmoetten de Engelsen steeds meer weerstand van Franse troepen onder leiding van Bertrand du Guesclin en de oorlog kwam in een impasse terecht. Dit leidde uiteindelijk tot vredesbesprekingen en in 1360 werd de Vrede van Brétigny gesloten. De Engelsen kregen de zeggenschap over heel Aquitanië en Eduard zag af van de Franse troon.
Van Eduard III is bekend dat hij naast Frans, de taal van de Normandisch adel, ook Engels sprak. Engels was de taal van het Angelsaksische volk en had sinds de Normandische Verovering grote veranderingen ondergaan, wellicht door volksverhuizingen of door hypercorrectie als reactie op het dalende prestige van het Frans: de oorlog tegen Frankrijk zorgde ervoor dat het Engels werd bevorderd. Het was ook rond deze tijd dat de eerste echt Middelengelse literatuur na de verovering door de Normandiërs verscheen, namelijk de Canterbury Tales van Geoffrey Chaucer. In de loop van de honderden jaren had zich een Engelse identiteit gevormd, gesymboliseerd door de taal en de vlag. In 1377 stierf Eduard III. Eduard wordt nog altijd gezien als een van de meest succesvolle koningen in de Engelse geschiedenis.
Zijn opvolger was zijn 10-jarige kleinzoon, Richard II. Richards regering begon veelbelovend, maar hoge belastingen leidden tot een boerenopstand, aangevoerd door Wat Tyler. Richard onderscheidde zich door zijn moedige optreden. De opstandelingen eisten het aftreden van 's konings adviseurs, diens oom Jan van Gent en Robert Hales, en de afschaffing van het lijfeigenschap. Uniek was dat Richard zich erg verzoenend opstelde en op de eisen inging. Uiteindelijk mislukte de opstand doordat Wat Tyler omkwam in een schermutseling met de burgemeester van Londen, William Walworth. De concessies werden vlug teruggedraaid. Hoewel de lijfeigenschap tot in de zeventiende eeuw bleef bestaan in Engeland, betekende de opstand het de facto einde van de institutie in Engeland. Ook roerde zich een sekte van kerkhervormers, de Lollarden, die terug wilden naar het vroege christendom toen er nog geen kerk was en priesters nog niet bestonden. Ze werden geleid door John Wyclif. Zijn beweging werd als ketterij bestempeld door de Rooms-Katholieke Kerk.
Nadat Richard zich aan de voogdij van zijn ooms had onttrokken, ontwikkelde hij zich tot een uiterst tiranniek vorst. Toen Richard in 1399 op veldtocht was in Ierland, keerde de zoon van Jan van Gent, Hendrik Bolingbroke, terug uit ballingschap. Hij liet Richard afzetten en vermoorden om de troon te bestijgen als Hendrik IV.
De regering van Hendrik werd geteisterd door opstanden. De belangrijkste brak in 1401 uit, toen de Welshman Owain Glyndŵr zichzelf tot prins van Wales uitriep. Hoewel de opstand niet erg succesvol was duurde het tot 1414 voor deze onderdrukt werd.
Hendrik IV was echter al een jaar eerder overleden en werd opgevolgd door zijn zoon, Hendrik V. Hendrik besloot om tegen Frankrijk ten strijde te trekken, om zo de aandacht van de binnenlandse problemen af te leiden. Zo werd de Honderdjarige Oorlog hervat. Op 25 oktober 1415 leverde de koning slag tegen een Franse overmacht nabij het dorpje Azincourt. Ondanks het feit dat zijn mannen vermoeid en hongerig waren behaalden Hendriks' manschappen, met hulp het charisma van de koning en hun boogschutterskunsten, een klinkende overwinning op de Fransen. De slag had een dusdanige invloed op het Franse moraal en de Franse politiek, dat hertog Jan zonder Vrees van Bourgondië Hendrik V als koning van Frankrijk erkende. In 1420 werd Hendrik V in het Verdrag van Troyes tot erfgenaam van de waanzinnige Karel VI van Frankrijk benoemd. Hij overleed echter in 1422 enkele maanden voordat Karel stierf.
Zijn zoon, Hendrik VI, was nog maar negen maanden oud toen hij zijn vader opvolgde. In Frankrijk volgde Karel VII van Frankrijk zijn vader Karel op, maar hij durfde zich niet te laten kronen, omdat de kroningsstad Reims door de Engelsen werd bedreigd. In Engeland werd Jan, de hertog van Bedford, regent. De eerste jaren van Hendriks regering waren de Engelsen oppermachtig in Frankrijk, maar na een bezielende Franse overwinning bij Orléans onder aanvoering van Jeanne d'Arc keerde het tij. In 1435 liep de Bourgondische hertog Filips de Goede over naar Frankrijk en in 1453 waren de Engelsen, na een nederlaag in de Slag bij Castillon, definitief uitgespeeld in Frankrijk. Alleen Calais werd voor Engeland behouden. De Honderdjarige Oorlog was dus in het nadeel van Engeland beslecht.

#### Rozenoorlogen
De nederlaag in de Honderdjarige Oorlog zorgde voor veel beroering in Engeland. Edelen onder leiding van Richard van York, afstammeling van de rechtmatige erfgenaam van Richard II, gaven de regerende Lancasters de schuld van de nederlaag en beschuldigden de regenten van Hendrik VI, die inmiddels zwakzinnig geworden was, van machtsmisbruik. Uiteindelijk slaagde Richard erin zelf regent (Lord Protector) te worden. Toen Richard in 1455, na het herstel van Hendrik VI, het hof gedwongen moest verlaten, startte hij de Rozenoorlogen door slag te leveren bij Albans, waar hij met groot gemak won. Na opeenvolgende overwinningen bij Blore Heath en Northampton riep Richard zichzelf uit tot koning.

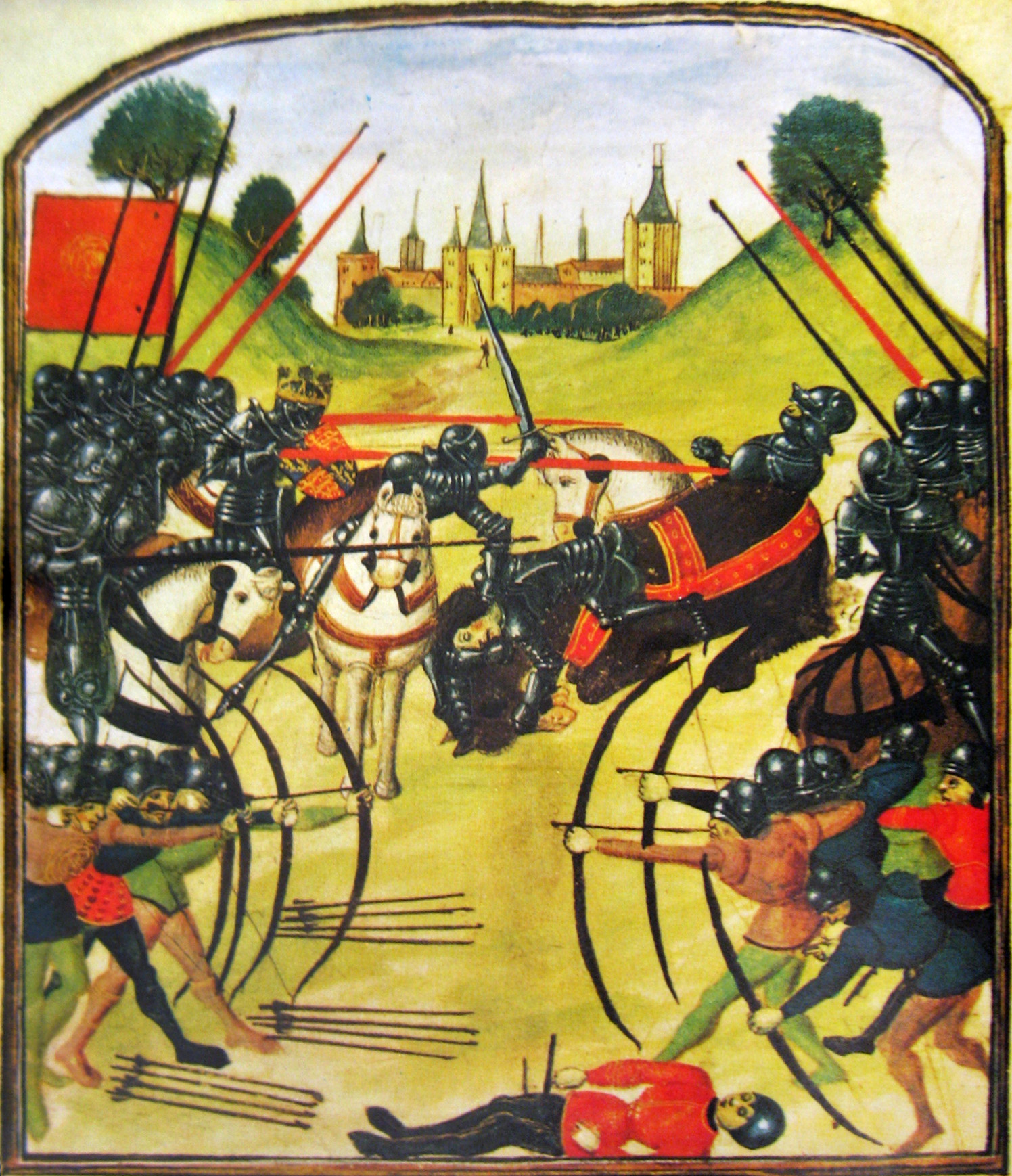
"De Slag bij Tewkesbury", miniatuur in een Frans handschrift, Histoire de la rentrée victorieuse du roi Edouard IV en son royaume d’Angleterre, hs 236, Universiteitsbibliotheek Gent.
Bij Tewkesbury, 1471, leden de Lancasters een beslissende nederlaag. Eduard, de kroonprins, vond de dood.

Het parlement weigerde Hendrik VI af te zetten, maar benoemde Richard tot erfgenaam van Hendrik. Richard sneuvelde echter tijdens de Slag bij Wakefield en koningin Margaretha rukte op naar Londen. De zoon van York, Eduard, bevond zich ten westen van Londen en kreeg steun van Richard Neville, 16de graaf van Warwick, bijgenaamd The Kingmaker. De opmars van de Lancasters werd gestuit toen de burgers van Londen de poorten sloten voor de troepen van koningin Margaretha en vervolgens Eduard binnenlieten. Na steunbetuigingen door de bevolking van Londen riep het parlement hem uit tot koning Eduard IV. Tien jaar slaagde Eduard erin om het land vreedzaam te besturen. Eduard trouwde in 1464 met Elizabeth Woodville, dochter van een gewone burger. Dit doorkruiste de plannen van Warwick om door middel van een huwelijk tussen Eduard en een telg van het Franse koningshuis de banden met Frankrijk aan te halen. Ook kreeg de familie van de nieuwe koningin snel meer invloed aan het hof ten koste van de invloed van de Nevilles, tot groot ongenoegen van Warwick.
In 1469 kwam Warwick in opstand. In de Slag bij Edgecote werd koning Eduard verslagen en later gevangengenomen. Eduard werd echter snel bevrijd door zijn broer Richard, hertog van Gloucester, de latere Richard III. Warwick en een andere broer van Eduard, George, hertog van Clarence, werden beschuldigd van verraad en moesten naar Frankrijk vluchten. In Frankrijk sloot Warwick zich aan bij de verbannen koning Margaretha. Samen vielen ze in 1470 Engeland binnen en Hendrik VI werd weer op de troon gezet. Eduard bleef echter niet stilzitten en met hulp van Karel de Stoute van Bourgondië landde hij in 1471 in Engeland. Tijdens de Slag bij Barnet werd Warwick verslagen. Een maand later werd de Slag bij Tewkesbury uitgevochten, waarbij Hendriks zoon, Eduard, prins van Wales, om het leven kwam.
Nadat op 14 mei 1471 Hendrik VI om het leven werd gebracht, leek de heerschappij van het Huis York verzekerd. Op 9 april 1483 stierf koning Eduard na een succesvolle regeerperiode.
Eduard IV werd opgevolgd door zijn minderjarige zoon, Eduard V. In zijn testament had hij zijn broer Richard tot Lord Protector benoemd. Op 25 juni 1483 verklaarde Richard echter dat Eduard V en diens jongere broer Richard buitenechtelijke kinderen waren en beval hij hun gevangenneming. Zij werden opgesloten in de Tower of London en werden bekend als de prinsjes in de Tower. Er werd nooit meer iets van ze vernomen. Richard riep vervolgens zichzelf uit tot koning Richard III. 

De overgebleven aanhangers van het Huis Lancaster schaarden zich rond Hendrik Tudor, een verre afstammeling van Jan van Gent (zoon van Eduard III). Met Franse hulp landde Hendrik in Pembrokeshire (Wales) en marcheerde naar Engeland. Op 22 augustus 1485 raakte het koninklijk leger slaags met de troepen van Hendrik Tudor; aldus begon de Slag bij Bosworth. Richard had een duidelijke overmacht, maar door het verraad van de machtige Stanley-familie werd het koninklijke leger vermorzeld en sneuvelde Richard. Hendrik Tudor liet zichzelf kronen tot koning Hendrik VII. Historici beschouwen de gebeurtenis als het einde van de Rozenoorlogen. Dat is uiteraard wijsheid achteraf. Zo moest Hendrik in de Slag bij Stoke Field John de la Pole, graaf van Lincoln en erfgenaam van Richard, het hoofd bieden. Deze had een jeugdige oplichter, Lambert Simnel, naar voren geschoven als koning "Eduard VI". John de la Pole sneuvelde en Hendriks greep op de troon werd volledig veiliggesteld.

## Vroegmoderne Tijd

### Politieke geschiedenis
De traditie beschouwt het aantreden van een nieuwe dynastie, het Huis Tudor, als het einde van de Middeleeuwen in Engeland. In ieder geval is het overgeleverde bronnenmateriaal uit de zestiende eeuw aanzienlijk groter dan dat uit voorgaande eeuwen. Dit was het gevolg van verspreiding van de boekdrukkunst, een sterke toename van de bevolking en toename van het aantal geletterden. Ook het feit dat de regering onder de Tudors doorgaans sterker dan voorheen geneigd was tot actief ingrijpen in het maatschappelijk leven bevorderde de opbouw van archieven; het koningschap vertoonde onder de Tudors absolutistische trekjes. 

In sociaal opzicht was er duidelijk sprake van gewijzigde verhoudingen. De macht en invloed van de adel werd beperkt door een opkomende middenklasse. Het belang van de steden, van handel en nijverheid, was toegenomen; ook de opkomst van een kapitalistische economie is tot de Late Middeleeuwen en de Vroegmoderne Tijd te herleiden.
Bovengenoemde ontwikkelingen zijn geenszins uniek, maar passen in het algemene Europese patroon. Toch wijkt de ontwikkeling van Engeland in de Nieuwe Tijd in een aantal opzichten fundamenteel af van de ontwikkelingen op het continent.
De onder Hendrik VIII doorgevoerde breuk met de Kerk van Rome is een duidelijke breuklijn in de Engelse geschiedenis.

#### Tudor

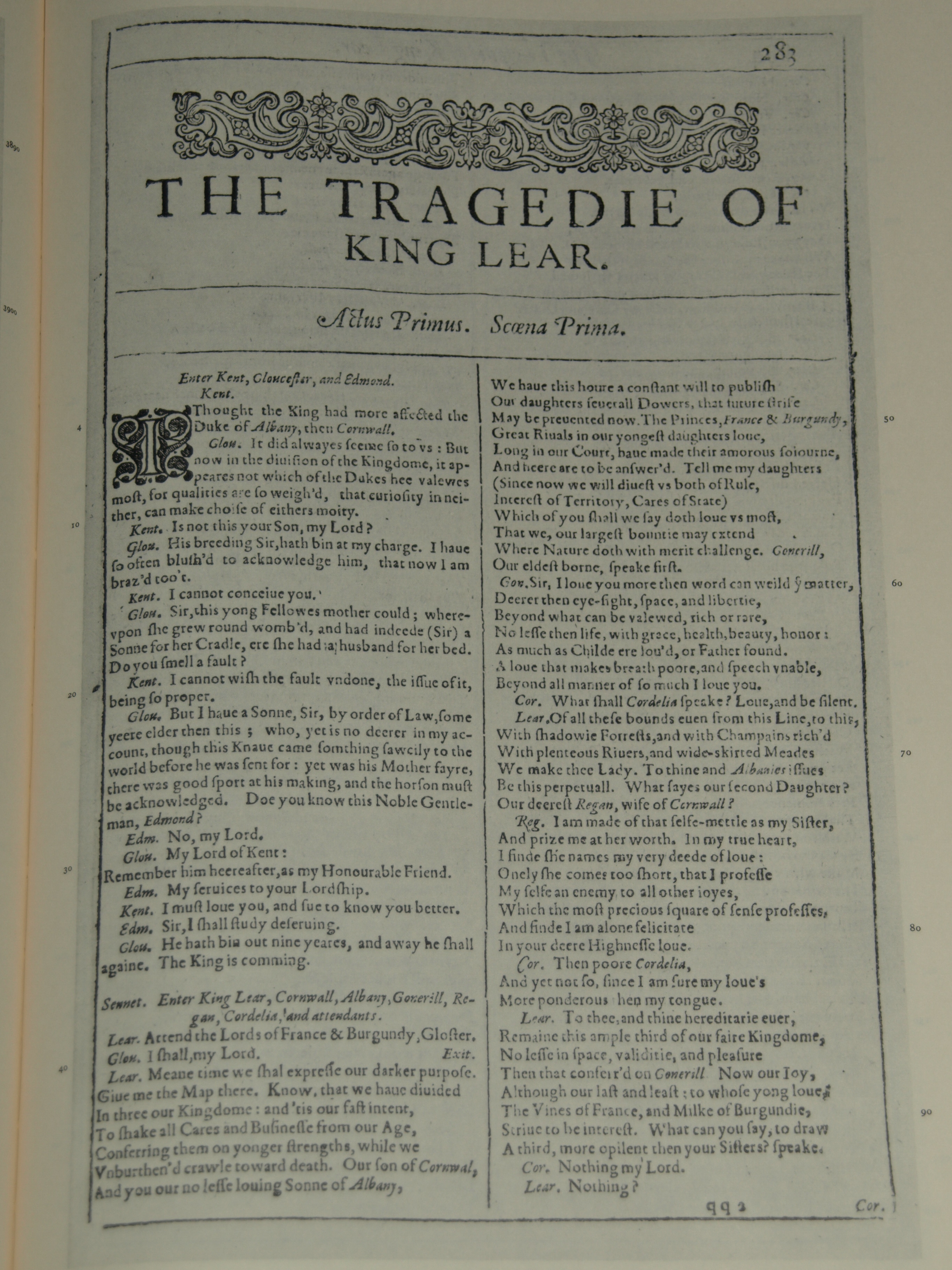
Pagina uit de First Folio, de uitgave uit 1623 van het werk van Shakespeare.
King Lear wilde zijn rijk onder zijn drie dochters verdelen. Dat iets dergelijks in de zestiende eeuw met Engeland zou gebeuren was ondenkbaar. Het werk van Shakespeare brengt ons rechtstreeks in contact met de denk- en belevingswereld van zijn tijd. Tegelijkertijd is een groot deel van zijn thematiek nog steeds actueel.

Het Engels werd onder het Huis Tudor de taal van het gezag. Dankzij het werk van William Shakespeare (1564-1616), wiens toneelstukken nog vaak worden opgevoerd, leeft de cultuur van Engeland onder de Tudors nog steeds voort. Vooral de tweede helft van de zestiende eeuw was in cultureel opzicht een bloeiperiode. 

Ook waren er vanaf deze periode aanzienlijk meer portretschilders actief, die bovendien realistischer schilderden. Het werk van een schilder als Holbein maakt het mogelijk oog in oog te staan met enkele hoofdrolspelers uit deze periode.
De vorsten uit het geslacht Tudor waren: Hendrik VII (1485-1509), Hendrik VIII (1509-1547), Eduard VI (1547-1553), Maria I (1553-1558) en Elizabeth I (1558-1603). Engeland voerde in de zestiende eeuw zowel oorlog tegen Frankrijk als tegen Spanje. De Reformatie en de daarmee samenhangende conflicten bepaalden voor een belangrijk deel deze periode.
Voor Hendrik VII had herstel van het koninklijk gezag, dat tijdens de Rozenoorlogen verzwakt was, prioriteit. Daarmee is hij vergelijkbaar met de vorsten van zijn generatie in Frankrijk en Spanje. Verder richtte hij zich op de uitbreiding van de economische macht van Engeland. Dit hoopte hij te bereiken door de Engelse vloot te vergroten. Hij gaf in 1497 John Cabot de opdracht om een ontdekkingsreis naar Noord-Amerika te ondernemen. Op binnenlands gebied moest Hendrik moeite doen om zijn autoriteit blijvend te vestigen. Hij richtte daarom de Star Chamber op, een gerechtshof bestaande uit hemzelf, de Lord Chancellor en enkele vertrouwelingen. In 1502 verloor Hendrik VII zijn zoon Arthur en liet hij diens weduwe Catharina van Aragon hertrouwen met zijn tweede zoon, Hendrik.
In 1509 stierf Hendrik VII en werd hij opgevolgd door zijn zoon Hendrik. De jonge Hendrik VIII was opgegroeid onder invloed van de opkomende renaissance en was een talentvol componist, jager en toernooiridder. In het begin van zijn regering voerde Hendrik VIII oorlog met Frankrijk. In 1511 had paus Julius II de Heilige Liga opgericht. De alliantie had als doel de Franse macht in Italië te breken. Hendrik zag de Heilige Liga als een mogelijkheid om zijn bezit in Noord-Frankrijk te vergroten en sloot zich er daarom bij aan. De Engelsen versloegen een Frans leger in de slag bij Guinegate. Koning Jacobus IV van Schotland, een bondgenoot van koning Lodewijk XII, viel Northumberland binnen. Deze invasie werd beëindigd toen Jacobus om het leven kwam in de slag bij Flodden Field. In 1519 was Hendrik kandidaat voor het keizerschap van het Heilige Roomse Rijk; uiteindelijk werd de Habsburger Karel V gekozen. In 1520 werd op het Field of the Cloth of Gold de oorlog met Frankrijk beëindigd.
Problemen in Hendriks privéleven gaven de geschiedenis van Engeland een radicale wending. Hendriks vrouw Catharina had wel kinderen gekregen, maar alleen een dochter, de latere koningin Maria, bereikte de volwassenheid. Hendrik zat erg om een mannelijke erfgenaam verlegen. Toen Hendrik Anna Boleyn leerde kennen zocht hij naar een manier om zich van Catharina te laten scheiden. Hierbij werd hij geholpen door zijn Lord Chancellor, kardinaal Thomas Wolsey, die met de Bijbel in de hand argumenten verzamelde om het huwelijk te ontbinden. Een van de argumenten was dat Catharina's huwelijk met Hendriks overleden broer Arthur niet op de juiste manier was ontbonden. Catharina vocht de scheiding aan bij de paus. Paus Clemens VII weigerde zijn goedkeuring te geven aan de scheiding. Tot dit moment had Hendrik zich ijverig toegewijd aan het uitroeien van de reformatie in Engeland; in 1520 had hij zelfs de titel Verdediger van het Geloof ontvangen van paus Leo X. Na de afwijzing van de scheiding door de paus weigerde kardinaal Wolsey alle verdere medewerking aan de plannen van de koning. Slechts de dood van de kardinaal voorkwam een veroordeling wegens hoogverraad. Zijn opvolger als Lord Chancellor was de pragmatische filosoof Thomas More. Ook More kon zich niet vinden in de scheiding van Catharina en de verwijdering tussen de koning en de Kerk. More nam daarom in 1532 zijn ontslag. In 1535 werd hij wegens hoogverraad onthoofd. Hendriks oplossing was radicaal: Hendrik VIII verbrak de eeuwenoude banden met Rome. Een staatskerk, die volledig ondergeschikt was aan de monarchie, werd ingevoerd. Het was vooral Thomas Cromwell die de maatregelen bedacht en uitvoerde.

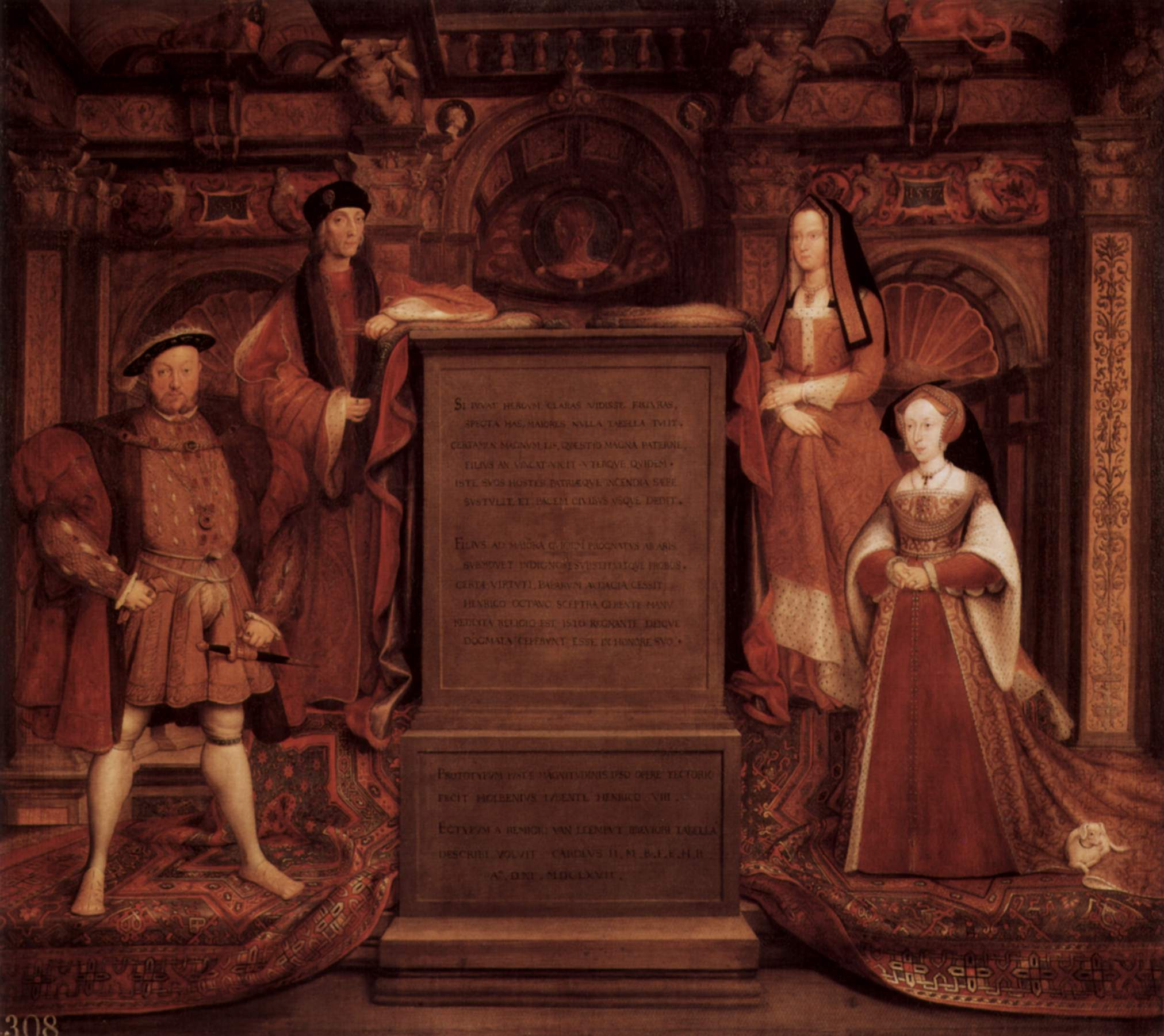
Kopie door Remigius van Leemput van een werk van Hans Holbein, olieverf op doek. Het origineel is in 1698 verloren gegaan.
Afgebeeld zijn Hendrik VIII, Hendrik VII, Elizabeth van York en Jane Seymour.

Uiteindelijk trouwde Hendrik in 1533 met Anna Boleyn, nadat hij zichzelf (door middel van de Act of Supremacy) had uitgeroepen tot hoofd van de Kerk van Engeland. Dit betekende evenwel nog geen breuk tussen de Kerk van Engeland en de katholieke traditie. Hendrik handhaafde de katholieke liturgie. In de ogen van de paus en de meeste katholieken stond het handelen van Hendrik gelijk aan geloofsafval en ketterij. Het Engelse Parlement werkte gewillig aan de breuk mee. 

In 1536 werd Wales door het koninkrijk Engeland geannexeerd; in hetzelfde jaar werd Anna Boleyn, die een dochter Elizabeth – de latere Elizabeth I – had gebaard, onthoofd. Nog geen maand later hertrouwde de koning, deze keer met Jane Seymour. Zij baarde in 1537 een zoon, de latere Eduard VI, maar stierf 12 dagen later in het kraambed. Zijn volgende vrouw was Anna van Kleef; de koning scheidde van haar tijdens het eerste jaar van het huwelijk. Vervolgens huwde Hendrik Catharina Howard, die in 1542 werd onthoofd. Hendriks laatste huwelijk, en wellicht ook zijn gelukkigste, was met Catharina Parr.
Eduard VI was slechts negen jaar oud toen zijn vader stierf. Hij droeg de koningstitel zes jaar. Daarna regeerde Jane Grey het land voor negen dagen.
De oudste dochter van Hendrik VIII, Maria, probeerde tevergeefs het katholicisme in Engeland te herstellen.
Elizabeth fungeerde als een uniek nationaal symbool. In Engeland had zich inmiddels een sterk nationaal bewustzijn ontwikkeld. Veel Engelsen waren ervan overtuigd tot een 'uitverkoren volk' te behoren. De overwinning op de Armada droeg hieraan bij. Ook de avonturen van de zeevaarders Drake en Raleigh spraken tot de verbeelding. 
 Veel meer dan haar voorgangers zag Elizabeth I zich gedwongen rekening te houden met de wensen van het parlement.
In economisch opzicht liep Engeland duidelijk achter op de Nederlandse Republiek.

#### Stuart en het Protectoraat

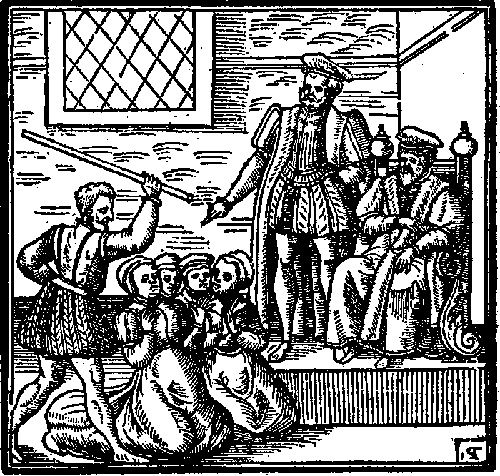
Marteling van heksen, uit het boek Dæmonologie van Jacobus I

Elizabeth I werd opgevolgd door Jacobus I (1603-1625) uit het Huis Stuart die al enkele decennia koning van Schotland was. Aldus kwam een personele unie tussen de twee koninkrijken tot stand. Jacobus streefde naar verdergaande eenwording, onder andere op economisch en administratief gebied. De Engelsen stonden hier afwijzend tegenover en er kwam dan ook niets van terecht; het bleef bij symboolpolitiek. Zo noemde Jacobus zich 'koning van Groot-Brittannië'. Uit de Engelse en de Schotse vlag werd de Unionflag (Kings colours) gecreëerd. Wel slaagde men erin om het grensgebied tussen de koninkrijken, waar het al eeuwen onrustig was, aan het centraal gezag te onderwerpen. Jacobus I was een intellectueel. De Elizabethaanse cultuur, met toneelschrijvers als Shakespeare, Jonson en Fletcher, werd onder zijn regering voortgezet. Tijdens de Jacobijnse periode bloeide de school van de Virginalisten, een groep componisten die complexe muziek voor huiselijk gebruik componeerde. Manuscripten en gedrukte boeken met madrigalen, spinet- en viola da gamba-composities circuleerden in het huishouden van wie zich dit kon veroorloven: een heer van stand werd geacht belangstelling voor cultuur en filosofie te hebben, een welstellende dame hoorde op zijn minst muziek te kunnen spelen. Jacobus was religieus. Hij was overtuigd van het bestaan van hekserij en schreef een boek, Dæmonologie, waarin hij beschreef hoe demonische krachten in de wereld bestreden konden worden. Onder zijn bewind vonden enkele spraakmakende heksenprocessen plaats; het bekendste hiervan betrof de zogeheten heksen van Pendle in Lancashire anno 1612. Sinds het verijdelde buskruitverraad in 1605 stond hij zeer achterdochtig tegenover de potentiële invloed van katholieken en jezuïeten, die met duivelsverering in verband werden gebracht. Daarnaast had hij een hekel aan tabaksrook: in 1604 publiceerde hij A Counterblaste to Tobacco.
Jacobus I werd opgevolgd door zijn zoon Karel I (1625-1649), die het koningschap als een goddelijk recht beschouwde en weinig inmenging van het parlement duldde. Dit leidde in 1645 tot zijn nederlaag in de slag bij Naseby, waarna hij gevangen werd genomen en in 1649 publiekelijk geëxecuteerd. Karel I was enerzijds kunstverzamelaar, muzikant en literatuurliefhebber, en anderzijds een autocraat. Onder zijn regering kwamen meerdere religieus geïnspireerde splintergroepen, waaronder de presbyterianen, op het voorplan, die verkondigden dat een koning niet in de kerken diende in te grijpen en die tevens het gezag van bisschoppen verwierpen. Als hoofd van de Anglicaanse Kerk weigerde Karel iedere toegeving aan dergelijke groepen en hief belastingen die niet naar hun zin waren. Zijn katholieke vrouw, Henriëtta Maria van Frankrijk, maakte hem in deze streng protestantse kringen verdacht. Karel kwam openlijk in conflict met zijn parlement en zijn leger, en dit conflict escaleerde tot een oorlog. Tot op het laatst bleef Karel overtuigd van zijn door God gegeven recht op regeren; in zijn gevangenschap schreef hij zijn levensverhaal, dat na zijn dood als Eikon Basilike gepubliceerd werd. De voorstanders van Karel werden bekend als de Cavaliers, zijn tegenstanders als de Roundheads.

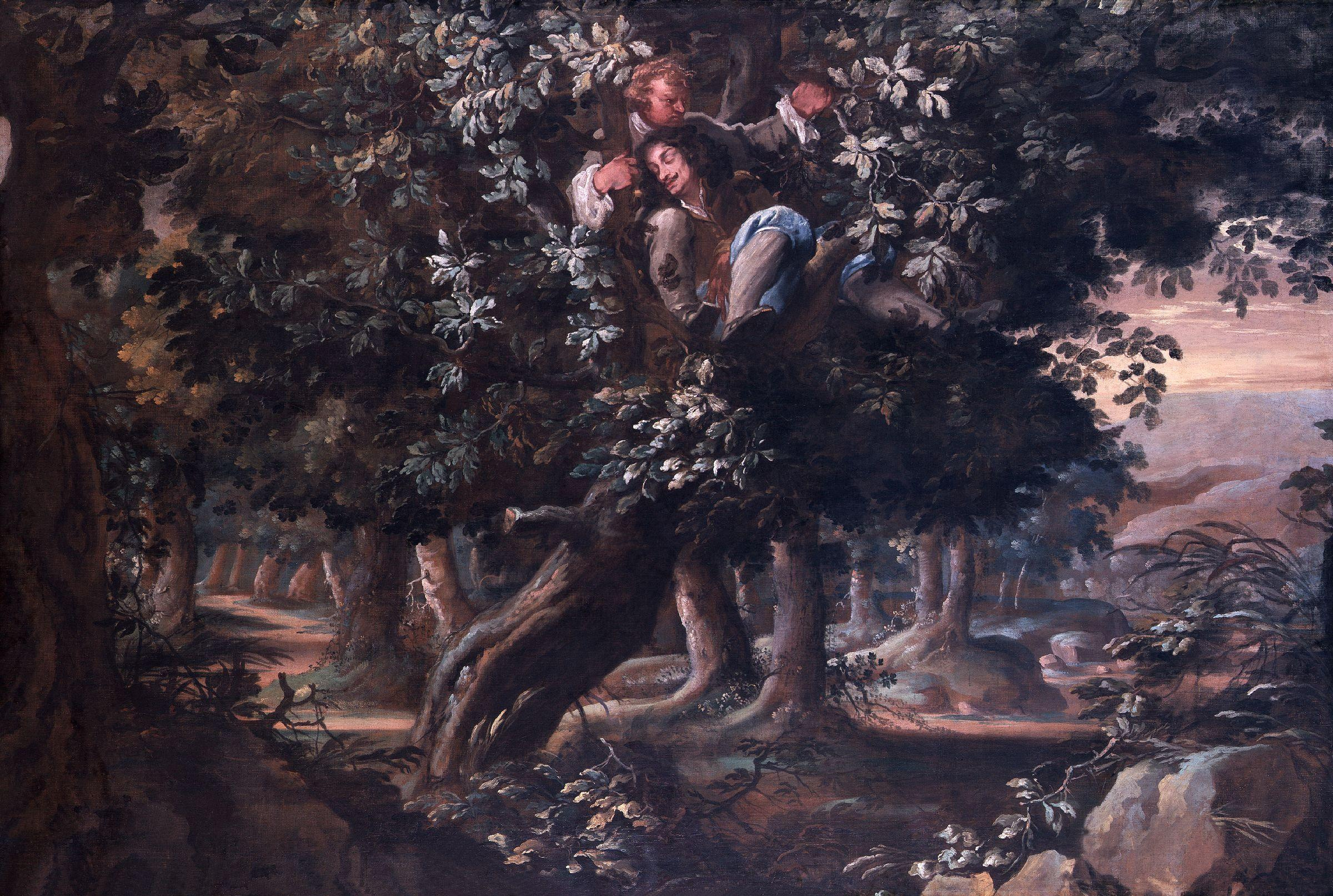
De voortvluchtige Karel II verschuilt zich, met kolonel William Carlis, in wat later de Royal Oak werd genoemd. Schilderij van Isaac Fuller.

Na de Engelse Burgeroorlog (1642-1651) werd Engeland in de periode van het Protectoraat, tot 1660, bestuurd door de streng-puriteinse heerser Oliver Cromwell en diens zoon Richard, die als een zwak figuur gold en na minder dan een jaar werd afgezet. Cromwell, die na zijn dood als usurpator zou worden afgeschilderd, had een spartaanse smaak. Op muziek na was hij tegen de meeste kunsten gekant: theater werd verboden, literatuur moest in de eerste plaats sober en godsvruchtig zijn. De meeste sporten en het vieren van Kerstmis werden officieel afgeschaft; op het schenden van de zondagsrust en op vloeken stonden draconische straffen. Cromwells legertroepen zongen psalmen op het slagveld. Desalniettemin kon Cromwells entourage niet de indruk van zich afwerpen dat zij langzamerhand op een koninklijk hof begon te lijken: evenals de Stuart-vorsten onderhield Cromwell ambassades in het buitenland, hij had portretschilders en organiseerde af en toe een concert of een bal. De Eerste Engels-Nederlandse Oorlog werd onder Cromwells verantwoordelijkheid uitgevochten. Hij overwoog zelf de koningstitel te aanvaarden, maar besloot uiteindelijk dat dit een verkeerd signaal zou zijn en noemde zichzelf Lord Protector of the Commonwealth. Met de Covenanters in Schotland, die er vergelijkbare religieuze ideeën op nahielden, onderhield hij vriendschappelijke betrekkingen. Cromwell veroverde in 1653 het katholieke Ierland daarentegen met bruut geweld. Tijdens zijn begrafenisceremonie werd een kroon op zijn hoofd geplaatst. Cromwells zoon Richard was uit ander hout gesneden dan zijn militaristische vader. Hij werd door de Council of State opzijgeschoven; zijn regering duurde ongeveer zeven maanden. Na zijn afzetting reisde hij door Europa, alvorens naar Engeland terug te keren en in obscuriteit zijn oude dag te slijten. Naar de regering van Richard Cromwell verwijst de Engelse uitdrukking ‘in the reign of Queen Dick’, die men als op sint-juttemis kan vertalen.
De dictatuur van Cromwell werd niet als een succes beschouwd. Daarom werd de monarchie in 1660 hersteld onder koning Karel II (1660-1685), een zoon van Karel I, die in 1650 door de Schotse Covenanters tot koning was uitgeroepen, maar in 1651 door Cromwell verslagen was in de slag bij Worcester. Na negen jaar ballingschap in Frankrijk, Duitsland en Nederland keerde Karel op verzoek van het parlement en generaal Monck terug naar Engeland om de troon in te nemen. Karel II was een levensgenieter, maar ook sluw, en hij sloot zonder aarzelen compromissen met partijen waarvan hij meende dat hij er voordeel uit kon halen. Hij wilde een religieus tolerantiebeleid voeren (de Verklaring van Breda), al werd hij hierbij aanvankelijk door zijn raadgever Clarendon tegengewerkt, ofschoon die mede ten grondslag had gelegen aan het ontwerp van dit beleid. De uiteindelijke Clarendon Code was streng voor diegenen die van de Anglicaanse kerk afweken (de zogeheten dissenters) en voor heimelijke katholieken (recusants). Aan Clarendon had Karel relatief veel te danken, maar Lord Buckingham en diens medestanders wisten hem uiteindelijk tot aftreden te dwingen na het fiasco van de Tweede Engels-Nederlandse Oorlog, dat eigenlijk Clarendons schuld niet was, maar veeleer te wijten aan het weifelende optreden van James, hertog van York. Omstreeks 1670 heerste het CABAL-kabinet over Groot-Brittannië, zo genoemd naar de initialen van Clifford, Arlington, Buckingham, Ashley en Lauderdale.
Karel II wordt in de geschiedschrijving gewoonlijk als een ietwat cynische bon vivant voorgesteld. De Merry Monarch, met zijn hondjes en talrijke minnaressen, stond bekend als een uiterst joviaal en toegankelijk man. Na zijn nederlaag bij Worcester was hij zes weken, met gevaar voor zijn leven, op de vlucht geweest; hij was, vermomd als landbouwersknecht of houthakker, ondergedoken bij boerengezinnen en had zich in priestergaten op katholieke boerderijen moeten verschuilen. In deze periode had hij aan den lijve ondervonden hoe arme mensen leefden; hij had hun kleren gedragen en hun voedsel gegeten, ’s nachts met hen door sloten gewaad en in hooimijten en een boomkruin geslapen (de bekende Royal Oak bij Boscobel House). Ondanks de beloning van duizend pond die op zijn hoofd stond (een reusachtig fortuin voor de eenvoudige gezinnen die hem opvingen) had niemand hem ooit verraden. Fraser (1979) oppert in dier voege dat deze cultuurschok hem voorgoed getekend had: Karel II vergat nooit dat hij zijn leven aan enkele ongeletterde boeren in Shropshire en herbergiers aan de Engelse zuidkust dankte. Deze koning had lak aan protocol en zag er geen graten in, tot een stuk in de nacht wijn te drinken met gewone burgers. De families die hem in 1651 verborgen hadden, werden na zijn troonsbestijging rijkelijk beloond met pensioenen en een jaarlijkse receptie aan het hof. De beloning voor de familie Penderel werd tot in der eeuwigheid toegezegd en wordt tot op heden aan de afstammelingen uitbetaald. De regering van Karel II vormde een breuk met zowel het stijve puritanisme van het Protectoraat als de wereldvreemde hofhouding van Karels vader. Karel II — meer een kunstgenieter dan een kunstkenner — ging dikwijls naar het theater en hield in het bijzonder van komedies en dansmuziek. Hij beval dat vrouwenrollen voortaan door vrouwen gespeeld moesten worden, waardoor een eerste generatie Engelse actrices opkwam. Aan het hof omringde Karel zich met een groep wits, edelen die libertijnse fratsen uithaalden en obscene poëzie schreven. Van hen had Lord Rochester het grootste talent: hij was de zoon van Karels vertrouweling Henry Wilmot, die na Worcester samen met hem op de vlucht was geweest. Karel tolereerde buitengewoon veel brutaliteiten van zijnentwege. Hofdichter was vanaf 1668 de ietwat ernstigere letterkundige John Dryden, die als de belangrijkste Engelse dramaturg en literatuurcriticus van de tweede helft van de zeventiende eeuw geldt. Onder Karel II werd de Royal Society gesticht, waaraan hij vooral in de beginjaren actief deelnam. De koning had sterke wetenschappelijke interesses en voerde onder andere scheikundige experimenten uit. Na de grote brand van Londen kreeg hij via Christopher Wren een kans om zijn architectonisch stempel op de hoofdstad te drukken. Van een ziekte in augustus 1679 genas hij zichzelf met jezuietenpoeder.

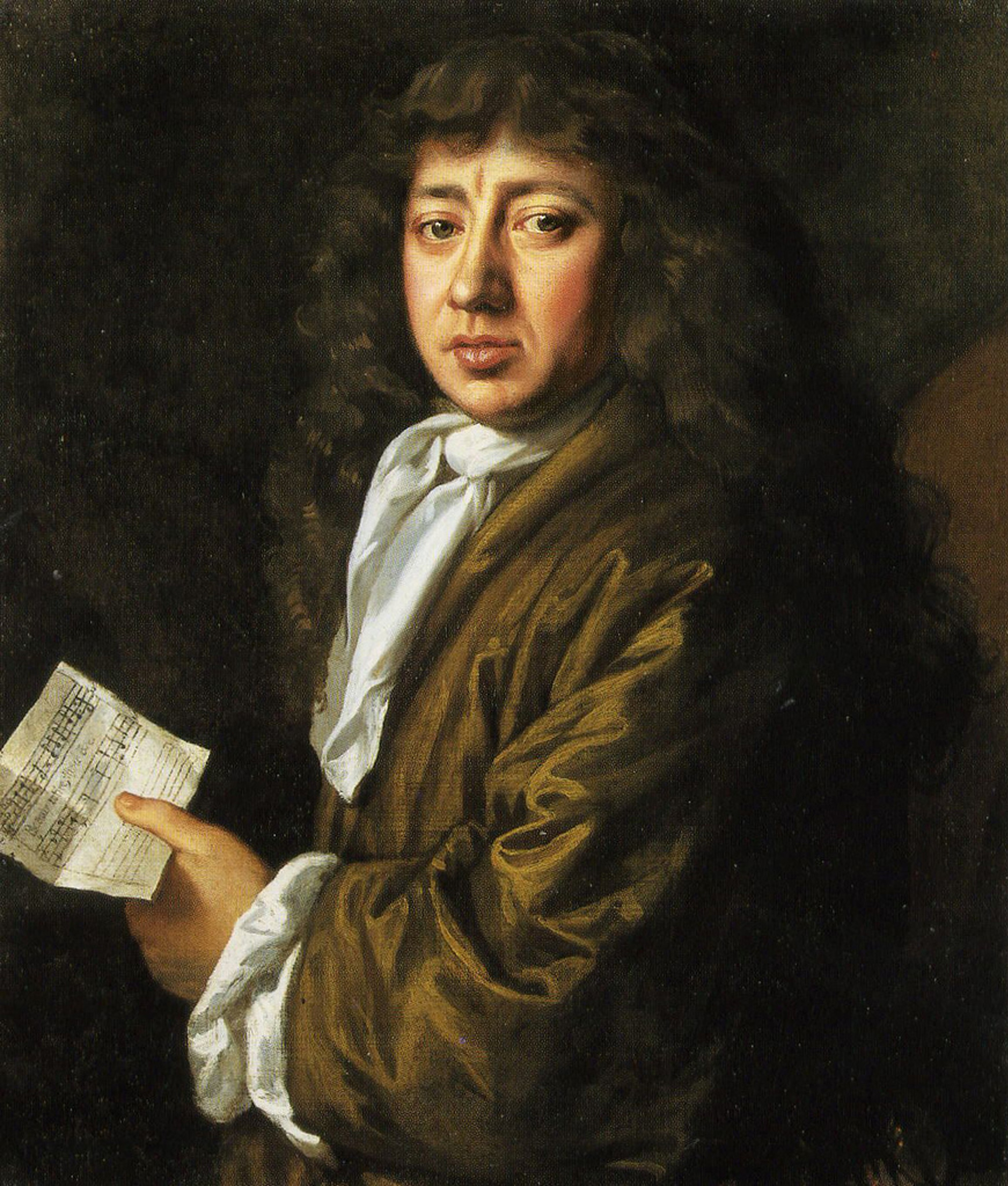
Ambtenaar Samuel Pepys beschreef in zijn dagboeken het dagelijkse leven tijdens de Restauratie.

Deze permissieve (vanuit puriteins perspectief decadente) periode wordt de Restauratie genoemd; ze werd gekenmerkt door intriges en het begin van de partijpolitiek in Engeland, doordat in het parlement een tweespalt tussen Tories en Whigs ontstond. De buitenlandse politiek onder Karel II wisselde meermaals tussen een pro-Frans en een pro-Nederlands beleid. De koning trachtte van twee walletjes te eten: zijn neef Lodewijk XIV schonk hem (ten dele in het geheim) financiële steun in ruil voor een Fransgezinde politiek, maar tezelfdertijd had Karel belang bij goede betrekkingen met de Nederlanden voor het geval dat hij een alliantie met protestantse staten moest aangaan. Door Karels huwelijk met Catharina van Bragança werd het Britse rijk met Portugese kolonies uitgebreid. Desalniettemin was de koning arm; Karel II had geen geld om de Derde Engels-Nederlandse Oorlog te bekostigen en de staatsschuld had astronomische proporties aangenomen. Dit leidde tot de Stop of the Exchequer: in 1672 werd het Ministerie van Financiën een jaar lang gesloten en werden alle interesten geweigerd, opdat de oorlog gefinancierd kon worden. Omstreeks 1680 begon echter een Engelse hoogconjunctuur. In zijn laatste regeringsjaren riep Karel nauwelijks nog parlementen bijeen. De economische situatie maakte hem minder afhankelijk van de dotaties van het House of Commons, dat thans door Whigs gedomineerd werd en hem vijandig gezind was.
Karel II werd opgevolgd door zijn katholieke broer Jacobus II (1685-1688), die kortstondig voor grote politieke instabiliteit zorgde. Beiden wilden eigenlijk als een absoluut heerser regeren; in tegenstelling tot zijn opportunistische doch geliefde broer kwam Jacobus II daar echter openlijk voor uit. Hernieuwde conflicten met het parlement bleven dan ook niet uit. Sedert de Exclusion Bill-crisis van 1679 hadden er voorstellen gecirculeerd om de ‘paapse’ Jacobus van de troonsopvolging uit te sluiten en Karels protestantse bastaardzoon Monmouth tot opvolger uit te roepen. De Monmouth-opstand van 1685 werd bloedig neergeslagen in de slag bij Sedgemoor. De verstandhouding tussen de autocratische Jacobus II en het parlement bleef stroef. Toen Jacobus’ vrouw, de onverbeterlijk Roomse Maria van Modena, zwanger werd, bood dit het vooruitzicht op een nieuwe katholieke dynastie. Hierop beraamden de Whigs een manier om Jacobus II af te zetten.
In 1688 landde de Nederlandse stadhouder Willem III (1650-1702), die getrouwd was met Maria II van Engeland, de protestantse dochter van Jacobus II en tevens zijn nicht, op uitnodiging van het parlement, met een leger in Engeland. Jacobus II vluchtte naar Frankrijk. Willem III werd gedwongen de Bill of Rights te ondertekenen. De Glorious Revolution bevestigde opnieuw het primaat van het Parlement van Engeland.  Een gevolg van de Glorious Revolution was dat Engeland in oorlog raakte met Frankrijk, dat geregeerd werd door Lodewijk XIV. Om te voorkomen dat een Stop of the Exchequer zoals onder Karel II zich zou herhalen, werd in 1694 de Bank of England opgericht.
Na het overlijden van Willem III op 8 maart 1702 (volgens Juliaanse kalender) volgde een lange strijd over de opvolging in diverse gebieden. In Engeland werd zijn schoonzus, de zus van Maria, Anna (1702-1714) op 23 april 1702 gekroond. Haar halfbroer Jacobus, The Old Pretender, zoon van Jacobus II en katholiek, was nog geen veertien jaar en werd opgevoed aan het Franse hof van Lodewijk XIV. Jacobus III was reeds uitgesloten van de troon op grond van de Act of Settlement 1701, die bepaalde dat enkel protestantse heersers in aanmerking kwamen voor de troonopvolging.
In de Spaanse Successieoorlog (1701-1713) koos Engeland de kant van het Heilig Roomse Rijk. De overheidsuitgaven en de staatsschuld namen hierdoor sterk toe. Onder Jacobus II bedroeg de staatsschuld slechts 10 miljoen pond en binnen enkele decennia groeide deze tot meer dan 40 miljoen pond. 

In 1707 werden Engeland en Schotland, met de Acts of Union, verenigd tot één koninkrijk: het Verenigd Koninkrijk van Engeland en Schotland.
Tegelijkertijd was er sprake van sterke economische groei. Een belangrijk deel hiervan was afkomstig van de toenemende handel met Europese koloniën, waar Engeland zich in toenemende mate op richtte. In 1700 ging nog 85% van de door Engeland geëxporteerde goederen – de wederuitvoer daarbij inbegrepen – naar Europa. In 1724 werd meer dan 40% van de export verscheept naar de andere zijde van de Atlantische Oceaan.
Toen de protestantse tak van de Stuarts uitstierf bij de dood van koningin Anne in 1714, ging de troon over op Annes achterneef George I uit het Huis Hannover.

#### Hannover: George I, II, III

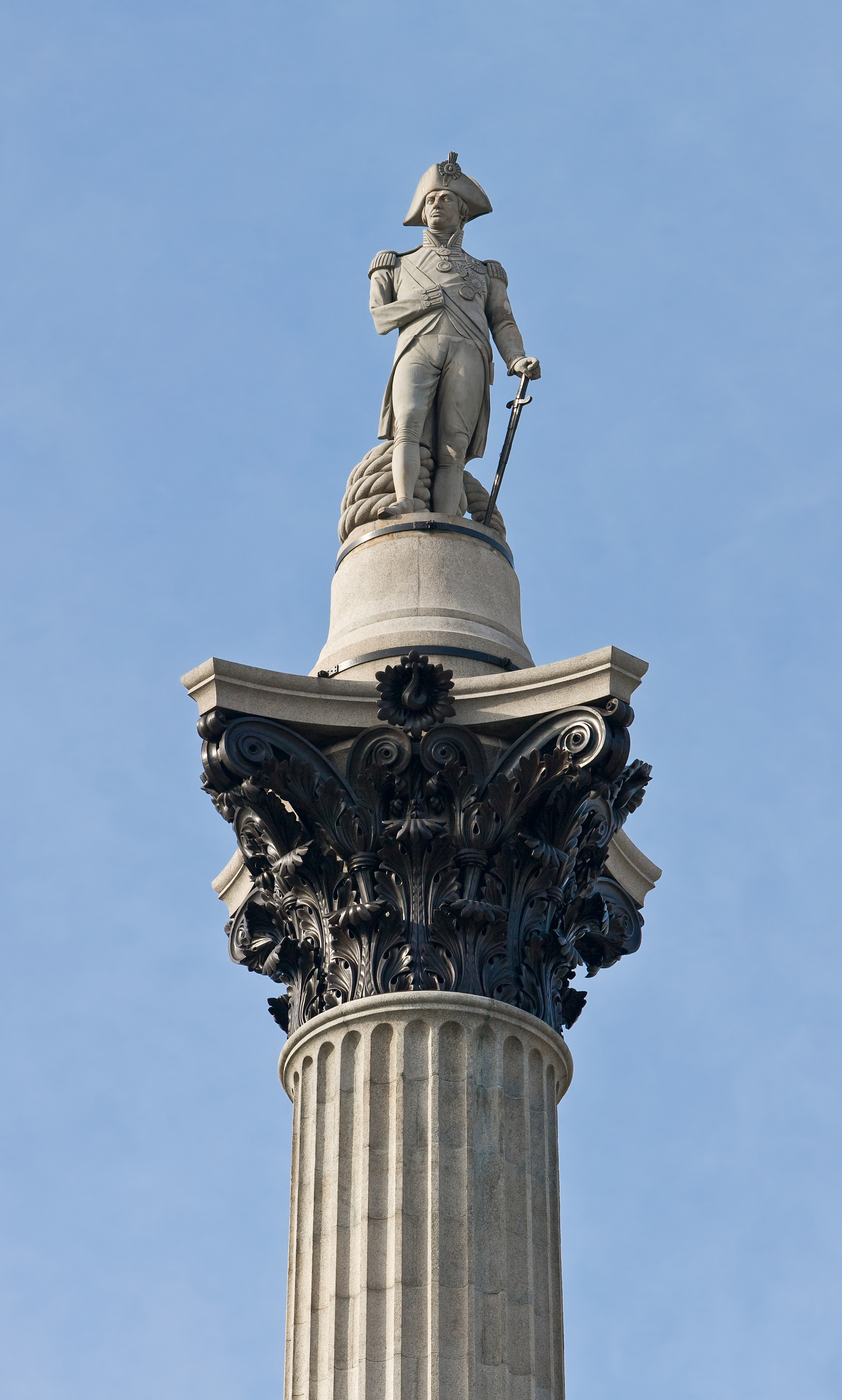
Lord Horatio Nelson versloeg de Frans-Spaanse armada bij Trafalgar.

Gedurende de achttiende eeuw domineerde de aristocratie het politieke en sociale leven; de macht van de koning verminderde. Slechts een beperkte groep werd vertegenwoordigd in het Lagerhuis. In Engeland hadden zich inmiddels twee politieke facties gevormd: de whigs en de tory's. Tot de whigs behoorden de ondernemende middenklasse en de dissenters. Vrijwel alle landeigenaren waren tory's; ook het establishment van de Anglicaanse Kerk was doorgaans torygezind. Veel beslissingen werden feitelijk genomen door een wijdvertakt patronagesysteem. Pas aan het eind van de eeuw kwamen bewegingen op die hervormingen nastreefden.
Kort na zijn troonsbestijging in 1714 ontsloeg George I, keurvorst van Hannover, alle ministers die onder zij voorganger Anna gediend hadden. Hij verving hen door whigs. Hiermee begon de tijd van de zogenaamde whig oligarchie. Velen, onder wie de koning, verdachten de tory's ervan heimelijk te sympathiseren met de Stuarts, de nakomelingen van Jacobus II. 

In 1715 kwamen de aanhangers van het verdreven koningshuis, de jakobieten, in opstand. Hun aanhang was het grootst in Schotland, maar ook het noordoosten van Engeland kwam in opstand. De jakobieten werden verslagen bij Preston. Daarmee was de dreiging tijdelijk bezworen.
De whigs waren ook intern verdeeld. Daarbij ging het niet zozeer om ideologische verschillen als wel om persoonlijke rivaliteit. Zeer invloedrijk was Robert Walpole, een landeigenaar uit Norfolk. Van 1717 tot 1720 behoorde hij tot een groep whigs in de oppositie. De South Sea bubble en de verontwaardiging die volgde op het knappen van de zeepbel maakten de weg vrij voor Walpole. Van 1722 tot 1742 was hij de onbetwiste leider van het kabinet; feitelijk was Walpole de eerste prime minister. Zijn belangrijkste rivalen onder de whigs, Stanhope en Sunderland, waren kort na elkaar gestorven.
In 1727 volgde George II zijn vader op. In tegenstelling met zijn eerste minister Walpole was de koning voor het voeren van oorlog. In 1739 stapte Engeland in een koloniale oorlog tegen Spanje en een jaar later in de Oostenrijkse Successieoorlog (1740-1748). De jakobieten onder leiding van Bonnie Prince Charlie kwamen in 1745 opnieuw in opstand. Na de Vrede van Aken (1748) vond er een diplomatieke revolutie en stonden Frankrijk en Engeland tegenover elkaar, wat leidde tot de Franse en Indiaanse Oorlog en daarna de Zevenjarige Oorlog (1756-1763). Dit betekende de start van het Brits Imperium.
George III was de kleinzoon van George II en kwam in 1760 aan de macht. De Zevenjarige Oorlog had het land in financiële moeilijkheden gebracht en het parlement voelde zich genoodzaakt de belastingen in het imperium te verhogen. De Amerikaanse koloniën kwamen in 1775 in opstand tegen het Britse moederland en scheurden zich in 1783 af. Onder het premierschap van William Pitt de Jongere (1783-1801 en 1804-06) herstelde de financiële situatie zich maar ontstond er ook weer oorlog met het revolutionaire Frankrijk (1793-1802) en later het Frankrijk van Napoleon (1803-1814).
De Franse Revolutie van 1789 was het begin van een zeer onstabiele periode in Europa, die bijna drie decennia duurde. In Frankrijk kwam een einde aan de monarchie en aan de dominante positie van de adel. Vervolgens ging het revolutionaire bewind over tot een op expansie gerichte politiek, waarbij de Franse legers een reeks van overwinningen op de andere Europese mogendheden behaalden. Het Europees machtsevenwicht werd hierdoor ernstig verstoord. Engeland was een van de weinige landen waar de onrust grotendeels aan voorbijging. De heersende elite bezag de ontwikkelingen in Frankrijk met wantrouwen. De verstoring van het machtsevenwicht was reden om Frankrijk de oorlog te verklaren. Groot-Brittannië voerde bijna onafgebroken oorlog tegen Frankrijk, meestal in samenwerking met Rusland, Oostenrijk en/of Pruisen. Een Franse invasie in Engeland of Ierland behoorde lange tijd tot de mogelijkheden. Belangrijke overwinningen waren die van admiraal Horatio Nelson in de Slag bij Trafalgar en die van de hertog van Wellington in de Slag bij Waterloo.

### Industriële revolutie

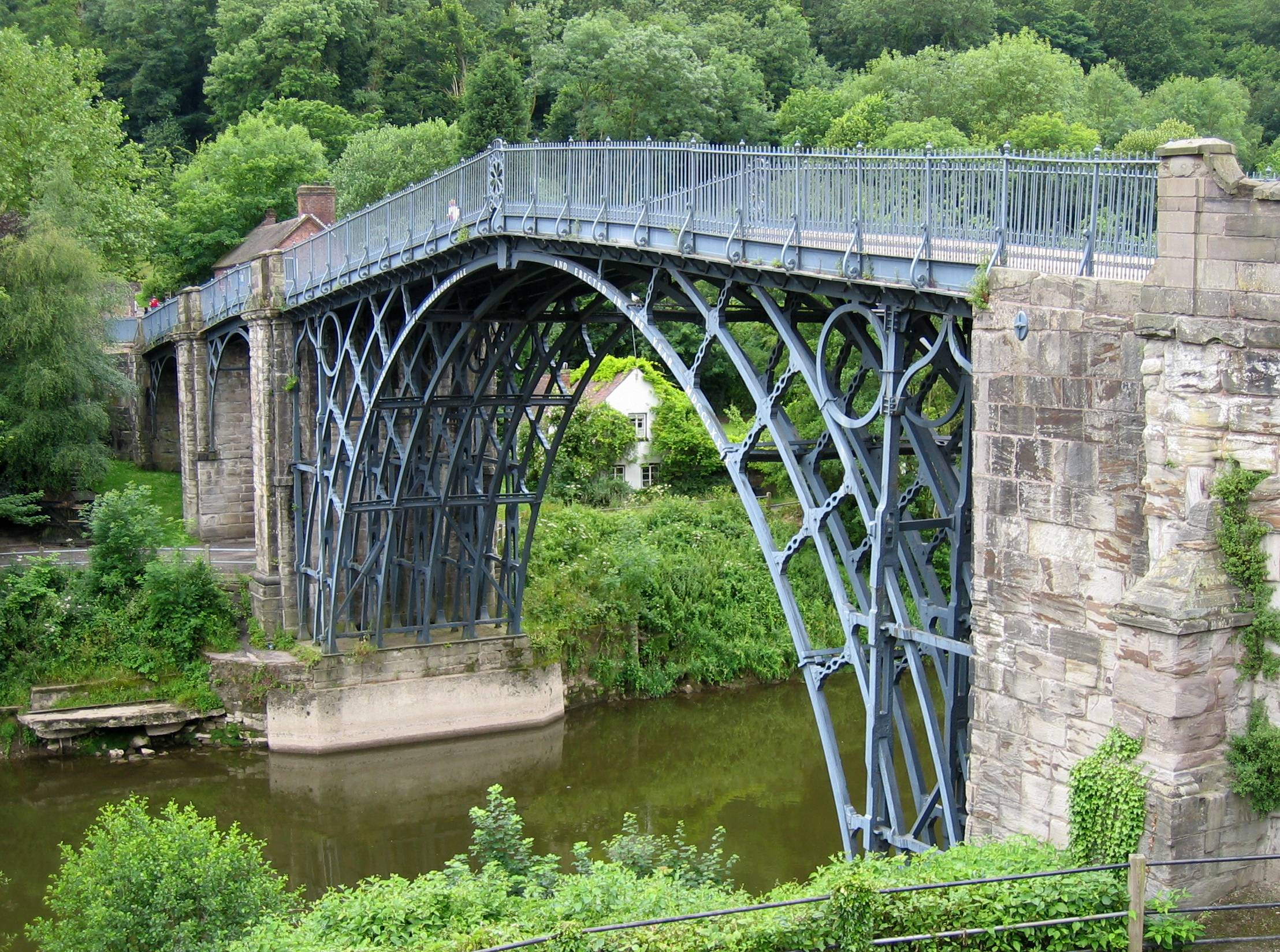
De Iron Bridge in Shropshire, de eerste gietijzeren brug ter wereld, gebouwd tussen 1777 en 1779. Het bouwen duurde 2,5 jaar.
Het nabijgelegen Coalbrookdale was een belangrijk centrum van de opkomende ijzerindustrie. Hier werden ook de eerste gietijzeren rails gefabriceerd.

In Engeland vond gedurende de decennia voor en na 1800 een ware 'revolutie' plaats: de zogenaamde 'industriële revolutie'. Dit was een van de meest ingrijpende ontwikkelingen uit de menselijke geschiedenis, qua belang slechts vergelijkbaar met bijvoorbeeld de neolithische revolutie, het ontstaan van landbouw. De industrialisatie deed het economisch leven ingrijpend veranderen; de productie van goederen nam sterk toe, nieuwe technieken werden ontwikkeld en ook de distributie van goederen vond plaats over nieuwe wegen. 

De effecten waren niet louter positief. Lange tijd hadden historici zelfs overwegend oog voor de negatieve aspecten zoals de vaak erbarmelijke omstandigheden waarin de fabrieksarbeiders leefden.
In 1801 werd er voor het eerst een volkstelling in Engeland gehouden. Volgens deze telling leefden er in dat jaar ongeveer 9 miljoen mensen in Engeland en Wales samen. Londen was met bijna 900.000 inwoners verreweg de grootste stad van het land, en na Peking de grootste stad ter wereld. Met ongeveer 80.000 inwoners was Manchester de tweede stad van het land. Ook Liverpool, Birmingham, Bristol en Leeds hadden ieder meer dan 50.000 inwoners.

### Religie
Het belang dat aan religie werd toegekend en haar invloed op het dagelijks leven en het intellectueel klimaat was in Engeland aan schommelingen onderhevig. De zeventiende eeuw was een periode van sterke godsdienstigheid. De vroege achttiende eeuw was eerder een tijd van religieuze onverschilligheid. In 1738 stichtte John Wesley (1703-91) de methodisten en tegen het einde van de achttiende eeuw was er sprake van een religieus reveil en werd er binnen de Anglicaanse Kerk bijvoorbeeld campagne gevoerd om een einde te maken aan de slavernij. Dit reveil kreeg echter vooral vorm tijdens de negentiende eeuw.

## Moderne Tijd
In de negentiende eeuw begon het tempo waarin veranderingen zich voltrokken aanzienlijk te versnellen. Spectaculair was in deze eeuw de opbloei van de Engelse economie. De industrialisatie, die in de achttiende eeuw begonnen was, zette door en beperkte zich niet langer tot enkele regio's. De Moderne Tijd was in Engeland aangebroken. Op technologisch gebied was Groot-Brittannië de onbetwiste leider, het voorbeeld dat de rest van de westerse wereld probeerde te imiteren.

### Negentiende eeuw
Begin de negentiende eeuw waren de Britten nog steeds verwikkeld in de Napoleontische oorlogen. Na de vernietiging van de Franse vloot, probeerde Napoleon alle havens van het continent, het vasteland van Europa, te sluiten voor de Britse handel, het Continentaal stelsel. Deze periode (1806-1814) was voor het Britse Rijk een moeilijke economische strijd.
"In 1815 was Groot-Brittannië het machtigste land ter wereld." Die positie heeft het een eeuw lang, tot 1914, weten te handhaven. Dikwijls spreekt men van de pax Britannica om de 'honderdjarige vrede' aan te duiden waarin Groot-Brittannië de leidende mogendheid was. Het beheerste gedurende een eeuw de oceanen en vergrootte zijn koloniaal bezit dusdanig dat het aan het eind van de eeuw een substantieel deel van de wereldbevolking onder zijn heerschappij had gebracht: het middelgrote Europese land was het centrum geworden van een 'rijk waar de zon nooit ondergaat'. Ten gevolge van de Britse economische dominantie waren er ook nog de 'informele' koloniën, gebieden die noodgedwongen aan de leiband van het imperium moesten lopen. 

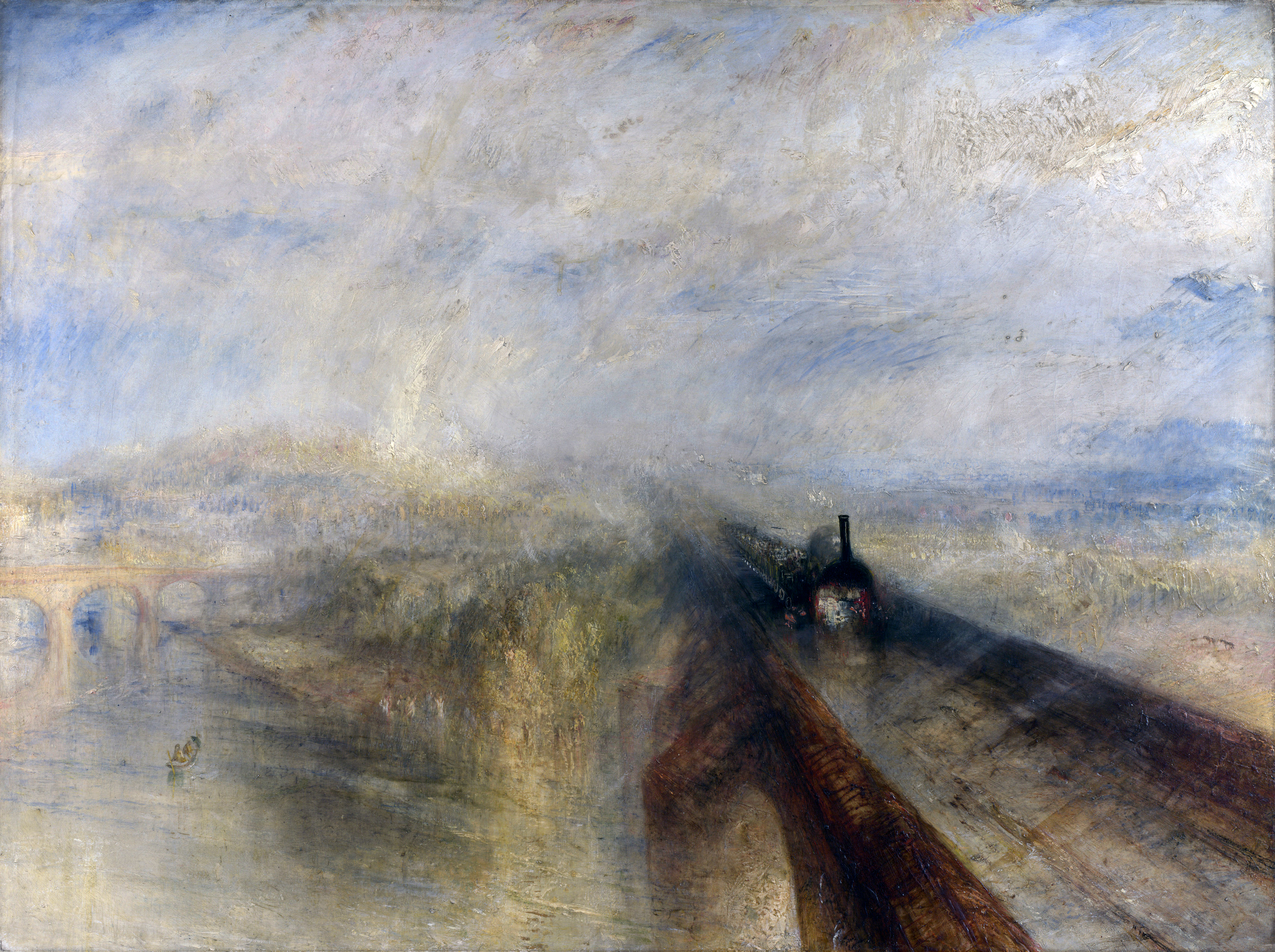
J.M.W. Turner: "Rain, Steam and Speed", (c. 1840), olieverf op doek, National Gallery, Londen.
De trein werd een symbool van een tijd van verandering. Turner, een van de grootste Engelse schilders, vervaardigde dit schilderij na een treinreis.

Weinig ontwikkelingen illustreren het proces van versnelde ontwikkeling zo treffend als de vrij plotselinge aanleg van spoorwegen. Deze revolutionaire ontwikkeling werd mogelijk gemaakt door de ontwikkeling van de stoomlocomotief en de expansie van de industrie. In 1822 werd door George Stephenson de Hetton colliery railway aangelegd. In 1825 volgde de spoorlijn van Darlington naar Stockton. 

George IV, de laatste in een reeks van vier koningen die 'George' heetten, stierf in 1830. Met hem had de populariteit van de monarchie een dieptepunt bereikt. Zijn broer, Willem IV, volgde hem op. Willem IV brak met een aantal middeleeuwse tradities, zoals het kroningsbanket in Westminster Hall, en bezuinigde op het kostbare hofleven. De monarchie kwam dichter bij het volk te staan.
De victoriaanse tijd was een periode van snelle bevolkingsgroei, democratisering en een groot vertrouwen in de nationale identiteit. De periode dankt haar naam aan het lange bewind van koningin Victoria (1837-1901). Enkele jaren voor haar troonsbestijging, in 1832, was het kiesrecht aanzienlijk verruimd. In 1846 ging Groot-Brittannië over op vrijhandel. Ongeveer halverwege de eeuw bereikte het land het hoogtepunt van zijn macht. Gedurende de latere decennia van Victoria's bewind werd ook het onderwijs hervormd. Victoria en haar echtgenoot prins Albert gaven op unieke wijze gestalte aan het Britse koningschap. In 1851 opende koningin Victoria het Crystal Palace, symbool van de technologische vooruitgang.
Slechts eenmaal, gedurende de Krimoorlog, nam het Verenigd Koninkrijk actief deel aan een oorlog in Europa.
Vanaf de jaren zeventig stagneerde de expansie van de wereldeconomie. Vooral de landbouwsector werd zwaar getroffen. Voor de Engelse aristocratie pakte de crisis zeer nadelig uit. Gaandeweg kwam er een eind aan haar politieke dominantie. 

Het jaar 1870 is een duidelijke breuklijn in de negentiende eeuw. In dat jaar ontstond het Duitse keizerrijk. Zowel in politiek als in economisch opzicht ontwikkelde de nieuwe staat zich tot een geduchte concurrent van het Verenigd Koninkrijk.
De Reform Act van 1867 betekende een ingrijpende herziening van het politiek bestel. Het districtenstelsel bleef overigens gehandhaafd. Het kiesrecht werd opnieuw aanzienlijk verruimd. Partijdiscipline deed zijn intrede. Het waren nadien bijna altijd de kiezers die een kabinet ten val brachten. Doordat het dagbladzegel was afgeschaft werden kranten goedkoper. In combinatie met de ontwikkeling van de telegrafie namen daardoor zowel de omvang als de invloed van de pers sterk toe. Een periode van emancipatie van de arbeidersklasse was begonnen.

### Twintigste eeuw

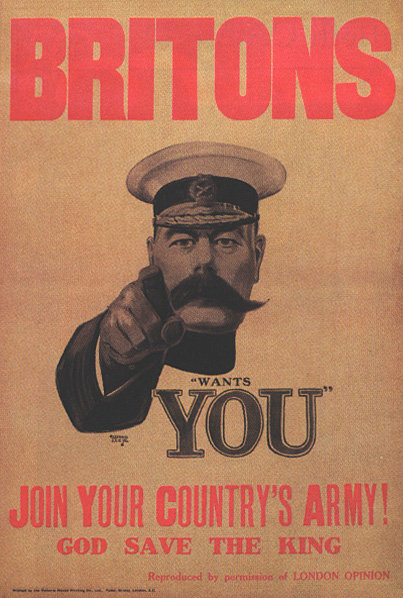
Poster uit de Eerste Wereldoorlog

Geen periode in de menselijke geschiedenis ging vergezeld van zulke ingrijpende veranderingen op bijna alle terreinen als de twintigste eeuw. Oorlog en dekolonisatie waren voor Engeland bepalende factoren in de halve eeuw na 1914, het jaar waarin de Eerste Wereldoorlog uitbrak. Het was het einde van een tijdperk. Sindsdien zijn de machtsverhoudingen drastisch gewijzigd. Aan de Britse hegemonie kwam een eind, aan de victoriaanse waarden en zelfgenoegzaamheid eveneens. Tekenen van economische neergang waren er al, na 1914 was ook het empire niet langer veilig. 

Minstens zo verstrekkend waren de gevolgen van wetenschappelijke ontdekkingen en technische innovaties. Een opsomming daarvan is bij voorbaat onvolledig. Baanbrekend waren vernieuwingen en ontdekkingen op het gebied van transport, gebruik van energie, de geneeskunde, landbouw en informatie. De welvaart nam sterk toe en bereikte een – in vergelijking met eerdere perioden – ongekend hoog niveau. Dit had weer vergaande consequenties voor de verwachtingen en eisen die ten aanzien van een 'gemiddelde levensstandaard' werden gekoesterd, resp. gesteld. Een goede gezondheid, goed onderwijs en deelname aan het culturele leven leken voortaan voor iedereen bereikbaar. Mensen bezochten verre oorden en 'nieuw' was het toverwoord. De wetenschappelijke en technische vooruitgang had echter ook een keerzijde. De mens beschikte nu over krachten die ook op zeer destructieve gebruikt kunnen worden en onomkeerbare veranderingen teweeg kunnen brengen. Vanaf de jaren zestig nam de bezorgdheid over schade aan het milieu sterk toe.
Hoewel er geen sprake is geweest van een revolutie, ondergingen de politieke en sociale structuren ingrijpende veranderingen. Na 1914 nam de arbeiderspartij de plaats van de Liberale Partij in als een van de twee grote partijen. Ook in het bedrijfsleven kreeg de arbeidersklasse nu opeens invloed. De ideologie van het laisser faire werd verlaten. Nu velen onderwijs genoten, bleken veel traditionele instellingen, zoals de kerk, nauwelijks opgewassen tegen rationele kritiek. Het tempo van ontkerkelijking was hoog.
Zowel de Eerste (1914-1918) als de Tweede Wereldoorlog (1939-1945) hebben in Groot-Brittannië en dus ook in Engeland diepe sporen nagelaten. In beide gevallen vocht het Verenigd Koninkrijk samen met Frankrijk tegen het Duitse Rijk. In beide gevallen groeide een Europese oorlog uit tot een mondiaal conflict. Tweemaal was de tussenkomst van de Verenigde Staten doorslaggevend. In veel opzichten was de Tweede Wereldoorlog een herhaling van de eerste. Het Verenigd Koninkrijk behoorde steeds tot het winnende kamp; de prijs voor de overwinning was echter zeer hoog. De vreselijke slachting in de Noord-Franse loopgraven was nog maar het begin. 

De twintig jaren tussen de oorlogen, het Interbellum, waren achteraf beschouwd eerder een wapenstilstand dan een echte vrede. Het in 1919 gesloten vredesverdrag werd reeds door alle betrokkenen bij de onderhandelingen eerder als een wapenstilstand beschouwd dan als een echte vrede. De Britse premier David Lloyd George en de Franse premier Georges Clemenceau hadden voldoende staatsmanschap om Duitsland niet tot het uiterste te willen vernederen, maar de vredesvoorwaarden van Versailles, met zware herstelbetalingen, bezetting van het Rijnland, teruggave van Elzas en Lotharingen aan Frankrijk en een aantal kleinere territoriale concessies waren toch al erg genoeg voor Duitsland. Wat de geallieerde winnaars van de oorlog nog het ergste vonden was dat de potentie van Duitsland als de sterkste Europese mogendheid in wezen ongebroken bleef. Voor zover er al vertrouwen was in 'collectieve veiligheid', bleek die misplaatst. De door de Amerikaanse president Woodrow Wilson bepleite Volkenbond, waarvan de VS overigens niet eens lid werden, was vooral een 'papieren tijger'. Dat bleek al in 1931 toen Japan Mantsjoerije binnenviel. Ook Mussolini en Hitler konden lange tijd ongehinderd hun gang gaan. De heroïsche rol die Groot-Brittannië tijdens de Tweede Wereldoorlog speelde onder leiding van premier Winston Churchill, heeft het reeds bestaande gevoel van Britse superioriteit nog versterkt. Cruciaal was de slag om Engeland waarin Spitfire vliegtuigen het eiland verdedigden.
Tijdens het Interbellum werd Groot-Brittannië hoofdzakelijk geregeerd door de conservatieven. Politiek extremisme had in Engeland nauwelijks invloed. Wel werd Engeland hard getroffen door de economische crisis van de jaren dertig. De crisis trof vooral de gebieden waar ooit de industriële revolutie was begonnen. De Engelse industrie was inmiddels voor een groot deel verouderd.

#### Na 1945
Na 1945 bleek Groot-Brittannië te uitgeput om het Britse Rijk langer te kunnen handhaven. Brits-Indië werd in 1947 zelfstandig; bijna alle andere koloniën gingen gedurende de volgende twee decennia verloren. De afbrokkeling van het reusachtige imperium verliep ongekend snel. Sinds de jaren zeventig is het Verenigd Koninkrijk lid van wat destijds de Europese Economische Gemeenschap heette. Populair is deze organisatie in Engeland nog altijd niet.
Binnen het Verenigd Koninkrijk is Engeland altijd de dominante partner geweest. In de loop van de twintigste eeuw nam in Schotland en Wales het verzet hiertegen toe. In Schotland werd de Scottish National Party opgericht, in Wales Plaid Cymru. De partijen slaagden er echter slechts met moeite in zetels te verwerven in het Lagerhuis. De Conservatieve Partij (die officieel 'Conservative and Unionist' heet) is om historische redenen tegen opsplitsing van het Verenigd Koninkrijk en de Labour Party ziet haar relatief sterke aanhang in Schotland en Wales niet graag verloren gaan voor op landelijk niveau, dus hadden de regionale partijen nauwelijks invloed.

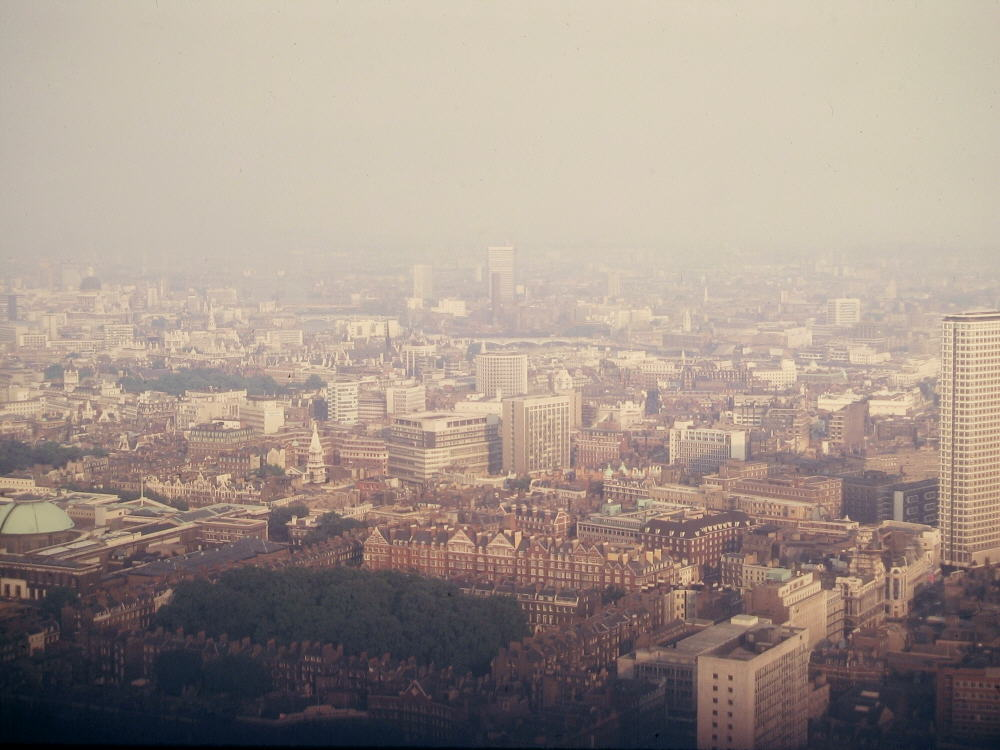
Gezicht op Londen in de richting van Shaftesbury Avenue. Deze foto werd in 1971 genomen vanaf de BT Tower, een telecommunicatietoren, tot 1980 het hoogste gebouw in Engeland.
Vanaf de zeventiende eeuw was Londen een van de grootste steden in Europa. In 1971 had Groot-Londen ongeveer 7,5 miljoen inwoners.

De veranderingen op sociaal gebied waren in de tweede helft van de twintigste eeuw zo mogelijk nog ingrijpender dan daarvoor. Veel door traditie bepaalde waarden en normen werden terzijde geschoven. Dit is ook zichtbaar in kunst en literatuur. In de jaren zestig was Londen een centrum van de 'hippe' cultuur. Desondanks hebben allerlei tradities en een sterk ontwikkeld historisch besef in Engeland nog steeds invloed.
In 1945 behaalde Labour, de arbeiderspartij, een klinkende overwinning bij de verkiezingen. Er volgden ingrijpende veranderingen: een deel van de economie werd genationaliseerd. De National Health Service en de verzorgingsstaat werden ingevoerd. De decennia na de grote oorlog waren voor Engeland een tijd van aanhoudende economische problemen. Het Verenigd Koninkrijk was geen grote mogendheid meer. Het dikwijls onverantwoord optreden van de machtige vakbonden verergerde de situatie aanzienlijk.

#### Conservatieven (1979-1997)

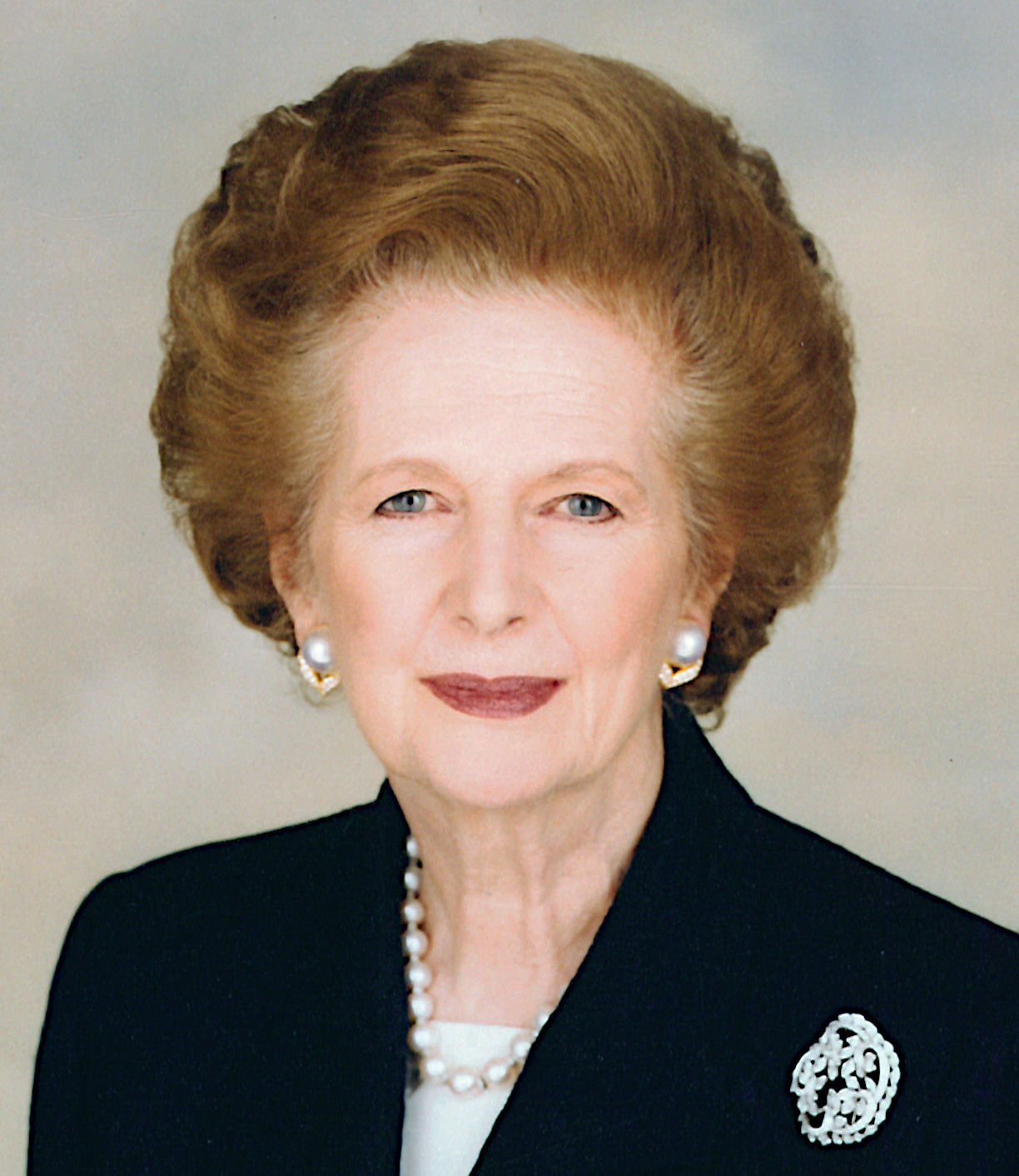
4 mei, Margaret Thatcher wordt de nieuwe premier.

Van 1979 tot 1989 was Margaret Thatcher, bijgenaamd de IJzeren Dame, eerste minister. Haar regeringstermijn was relatief lang; Thatcher was de eerste vrouwelijke premier, de langst regerende en meest controversiële Britse regeringsleider van de twintigste eeuw. Zij gooide het roer radicaal om. Zij voerde systematisch een neoliberaal, monetaristisch beleid, gericht op privatisering. Dit stuitte in grote delen van het land op felle weerstand. Dankzij haar vastberaden leiderschap, de Britse overwinning in de Falklandoorlog (1982), haar compromisloos optreden tijdens de Britse mijnwerkersstaking van 1984/85 onder leiding van Arthur Scargill en de verdeeldheid van de linkse oppositie brak Thatcher uiteindelijk de macht van de vakbonden. Haar euroscepsis kon zowel bij links als bij rechts op veel sympathie rekenen. Algemeen wordt erkend dat zij een groot stempel heeft gedrukt op de jaren tachtig van de twintigste eeuw. 

Haar opvolger was John Major, een partijgenoot. Zijn regering begon met de recessie van het begin van de jaren negentig. Historisch waren de gebeurtenissen die er op 16 september 1992 toe leidden dat het Britse pond uit het Europees Wisselkoersmechanisme werd gestoten. Door de lage wisselkoers kon de economie zich daarna snel herstellen. In het midden van de jaren negentig ging de conservatieve regering van John Major gebukt onder schandalen. Ook werd hem achterstallig onderhoud in de NHS en bij het onderwijs verweten.

#### Labour (1997-2010)
Hoewel de economie er verbluffend goed voor stond, won Labour in 1997 de verkiezingen; de kiezer was na achttien jaar conservatief bewind toe aan wat nieuws; begin mei werd Tony Blair de nieuwe premier. Ook Blair bleek een voorstander van de Amerikaanse versie van een vrijemarkteconomie. De onder Thatcher doorgevoerde inperking van de macht van de vakbonden draaide hij dan ook niet terug. Wel gaf Blair naarmate de jaren verstreken steeds meer geld uit. Ook streefde de regering-Blair ernaar het politieke bestel te hervormen. Na referenda in 1997 kregen Schotland en Wales allebei een eigen wetgevend lichaam: het Schots Parlement en de Welsh Assembly. Voor beide werden in 1999 de eerste verkiezingen gehouden. Het Schots Parlement kreeg ook bevoegdheden op het gebied van belastingheffing. Ook Noord-Ierland kreeg een eigen wetgevend lichaam, en een eigen uitvoerende macht. Vervolgens werd een begin gemaakt met de hervorming van het Hogerhuis. De meeste leden, de zogenaamde hereditary peers, die hun zetel alleen aan een erfelijke titel danken, verloren hun stemrecht. Het oorspronkelijke plan was om voortaan de meeste leden door de regering te laten benoemen. Dit idee stuitte op veel weerstand.
Na twee gewonnen verkiezingen maakte Tony Blair in 2007 plaats voor Gordon Brown. Het Britse bankwezen werd relatief zwaar getroffen door de financiële crisis van 2008.

### Eenentwintigste eeuw

#### Jaren 10
Bij de verkiezingen van 2010 behaalde geen van de partijen een absolute meerderheid. De Conservatieven werden de grootste partij en vormden samen met Liberaal-Democraten een regering. De conservatieve partijleider David Cameron werd premier, de liberaal-democratische partijleider Nick Clegg vicepremier. Een belangrijke uitdaging voor de nieuwe regering is het in balans brengen van de overheidsfinanciën. In 2016 hield David Cameron een referendum in het Verenigd Koninkrijk over het lidmaatschap van de Europese Unie, waarbij hij zijn post in de weegschaal legde. Hij verloor en trad af, Theresa May volgde hem op. Zij raakte verstrikt in het Brexit-kluwen en trad af in 2019, ze werd opgevolgd door Boris Johnson.
Op 22 maart 2017 vond er een aanslag plaats bij het Palace of Westminster in Londen, terwijl er vergaderd werd over de Brexit. Hierbij werden meerdere mensen met een mes aangevallen en met een auto aangereden.
Boris Johnson, een pro-Brexit vertegenwoordiger, is een promotor van de vele voordelen, die Groot-Brittannië te wachten staan. De moeilijke onderhandelingen met de Europese Unie en de impact van de coronacrisis maken het hem niet makkelijk.

#### Jaren 20
Op 31 januari 2020 verliet het Verenigd Koninkrijk de Europese Unie. Na verschillende schandalen diende Boris Johnson op 6 september 2022 ontslag te nemen. Zijn opvolgster Liz Truss hield het 44 dagen vol, na economisch geblunder werd ze weggestemd en vervangen door Rishi Sunak. Tijdens haar premierschap stierf koningin Elizabeth II, ze werd opgevolgd door haar oudste zoon Charles III.